# Großer Preis von Frankreich (Motorrad)
Der Große Preis von Frankreich für Motorräder ist ein Motorrad-Rennen, das 1912 erstmals ausgetragen wurde und seit 1951 zur Motorrad-Weltmeisterschaft zählt.

## Geschichte

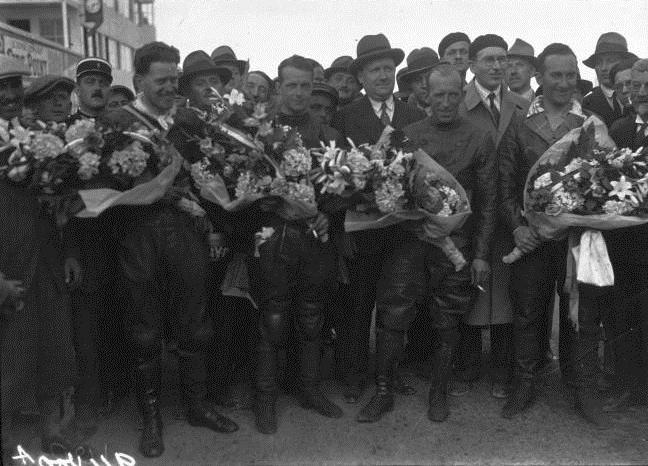
Die Sieger des 13ème Grand Prix de l’UMF im Jahr 1932: Eric Fernihough, Leo Davenport, Jimmie Simpson und Stanley Woods (v. l. n. r.).

### Vor dem Ersten Weltkrieg
Der erste Grand Prix de France wurde am 26. August 1912 vom Motocycles Club de France (MCF) organisiert. Der Automobile Club de France (ACF) und die britische Auto-Cycle Union (ACU), die sich zur damaligen Zeit als führenden Instanz für die Durchführung von Motorsport-Veranstaltungen sahen, betrachteten dieses Rennen und die aus ihrer Sicht schlechte Organisation mit großem Argwohn und sanktionierten anschließend die teilnehmenden Piloten. Die befahrene Strecke hatte eine Länge von etwa 30 km und erstreckte sich zwischen Fontainebleau, Arbonne-la-Forêt, Achères-la-Forêt und Ury. Das Rennen wurde über 15 Runden ausgetragen, es siegte der Brite Oliver Godfrey auf Indian. Auch 1913 und 1914 wurde das Rennen durchgeführt.
Im Jahr 1913 organisierte der ACF in Amiens erstmals den Großen Preis von Frankreich für Automobile und veranstaltete dabei unter dem Namen Grand Prix de Picardie auch einen Lauf für Motorräder aus, der als erster „echter“ französischer Motorrad-Grand-Prix angesehen wird. In der Folge wurde die Union Motocycliste de France (U.M.F.) gegründet, die ihren Motorrad-Grand-Prix am 15. August 1914 in Le Mans austragen wollte. Das Rennen wurde jedoch wegen des Ausbruchs des Ersten Weltkrieges abgesagt.

### Zwischen den Weltkriegen
Im Mai 1920 führte der MCF wieder einen Großen Preis von Frankreich in Fontainebleau durch. Im August veranstaltete die UMF den ersten Grand Prix de l’UMF in Le Mans. Bis einschließlich 1936 wurden beide Rennen jährlich getrennt durchgeführt. Den international höheren Status hatte dabei der Große Preis der UMF, der 1931 in Autodrome de Linas-Montlhéry den VIII. Großen Preis der F.I.C.M. beherbergte, bei dem die Europameisterschaft ausgefahren wurde.
1937 wurde zu Ehren der Weltfachausstellung, die in diesem Jahr in Paris stattfand, in Montlhéry der Grand Prix de l’Exposition veranstaltet. Das Rennen wurde von der MCF unter der Schirmherrschaft der UMF organisiert und vereinigte erstmals beide Grands Prix. Die Klassen bis 175 und bis 250 cm³ wurden als 21ème GP de France (MCF) ausgefahren, die Klassen bis 350 und bis 500 cm³ bildeten den 17ème GP de l’UMF.
Im Jahr 1938 gehörte der 18. und letzte Grand Prix der UMF zur erstmals aus mehreren Läufen bestehenden Motorrad-EM. Der Große Preis von Frankreich des MCF wurde nicht mehr ausgetragen. Im folgenden Jahr fand der Große Preis von Frankreich auf dem Circuit de Reims-Gueux statt. Danach ruhten die Rennaktivitäten wegen des Zweiten Weltkrieges.

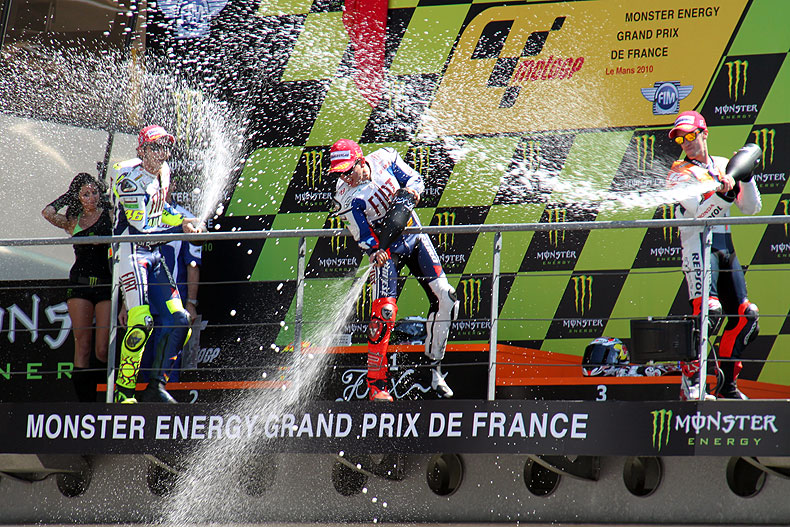
Siegerpodest des MotoGP-Laufs 2010: Valentino Rossi (l.), Jorge Lorenzo (m.) und Andrea Dovizioso (r.)

### Nach dem Zweiten Weltkrieg
Am 15. Mai 1946 wurde aus der UMF die Fédération Française de Motocyclisme (FFM). Der erste Grand Prix von Frankreich nach dem Zweiten Weltkrieg wurde 1949 auf dem Circuit du Comminges in Saint-Gaudens veranstaltete, gehörte aber noch nicht zur neu ins Leben gerufenen Motorrad-Weltmeisterschaft. 1950 sollte das Rennen auch dort stattfinden, es wurde jedoch aus unbekannten Gründen abgesagt.
Im Jahr 1951 gehörte das Rennen erstmals zur Weltmeisterschaft. Es fand auf dem Circuit des Planques und wurde in vier Klassen ausgetragen. Im Training der 250er-Klasse verunglückte dabei der 250-cm³-Weltmeister der Saison 1950, der Italiener Dario Ambrosini, schwer und erlag kurze Zeit später seinen Verletzungen. 1952 gehörte der Grand Prix nicht zur WM. Zwischen 1953 und 1955 hatte er wieder WM-Status, 1956 wurde das Rennen wegen des Unfalls beim 24-Stunden-Rennen von Le Mans 1955 nicht veranstaltet und 1957 musste es wegen Engpässen bei der Kraftstoffversorgung aufgrund der Sueskrise abgesagt werden. Nachdem der Grand Prix 1958 nicht zur Motorrad-WM zählte, gehört er seit dem ununterbrochen zur Weltmeisterschaft.
Im Jahr 1968 wurde das in Clermont-Ferrand vorgesehene Rennen wegen der Ereignisse des Mai 1968 abgesagt. 1971 und 1993 fand ebenfalls kein Grand Prix von Frankreich statt.

## Statistik des Großen Preises von Frankreich des MCF
| Datum                | Rennen                       | Rennen                       | Austragungsort            | Klasse              | Sieger                                              |
| -------------------- | ---------------------------- | ---------------------------- | ------------------------- | ------------------- | --------------------------------------------------- |
| 26. August 1912      | I. Grands Prix de France     | I. Grands Prix de France     | Fontainebleau             | Solomaschinen       | Oliver Godfrey (Indian)                             |
| 26. August 1912      | I. Grands Prix de France     | I. Grands Prix de France     | Fontainebleau             | Gespanne (500 cm³)  | Chartier-Desvarennes / unbekannt (Indian)           |
| 26. August 1912      | I. Grands Prix de France     | I. Grands Prix de France     | Fontainebleau             | Gespanne (1000 cm³) | Vanella / unbekannt (René-Gillet)                   |
|                      |                              |                              |                           |                     |                                                     |
| 22. Juni 1913        | II. Grands Prix de France    | II. Grands Prix de France    | Fontainebleau             | 250 cm³             | Bangé (Terrot)                                      |
| 22. Juni 1913        | II. Grands Prix de France    | II. Grands Prix de France    | Fontainebleau             | 350 cm³             | Lacroix (Peugeot)                                   |
| 22. Juni 1913        | II. Grands Prix de France    | II. Grands Prix de France    | Fontainebleau             | 500 cm³             | Lavanchy (Motosacoche)                              |
| 22. Juni 1913        | II. Grands Prix de France    | II. Grands Prix de France    | Fontainebleau             | Gespanne (350 cm³)  | W. Davis / ohne Passagier (Douglas)                 |
| 22. Juni 1913        | II. Grands Prix de France    | II. Grands Prix de France    | Fontainebleau             | Gespanne (500 cm³)  | Touchet / unbekannt (Regal-Green-Précision)         |
| 22. Juni 1913        | II. Grands Prix de France    | II. Grands Prix de France    | Fontainebleau             | Gespanne (750 cm³)  | Millaud / unbekannt (Motosacoche)                   |
| 22. Juni 1913        | II. Grands Prix de France    | II. Grands Prix de France    | Fontainebleau             | Gespanne (1000 cm³) | Meuriot / unbekannt (René-Gillet)                   |
|                      |                              |                              |                           |                     |                                                     |
| 28. Juni 1914        | III. Grands Prix de France   | III. Grands Prix de France   | Fontainebleau             | 250 cm³             | Klein (Terrot)                                      |
| 28. Juni 1914        | III. Grands Prix de France   | III. Grands Prix de France   | Fontainebleau             | 350 cm³             | Vuillamy (Alcyon)                                   |
| 28. Juni 1914        | III. Grands Prix de France   | III. Grands Prix de France   | Fontainebleau             | 500 cm³             | A. Fenn (BSA)                                       |
| 28. Juni 1914        | III. Grands Prix de France   | III. Grands Prix de France   | Fontainebleau             | Gespanne (500 cm³)  | Lombard / unbekannt (Gladiator)                     |
| 28. Juni 1914        | III. Grands Prix de France   | III. Grands Prix de France   | Fontainebleau             | Gespanne (750 cm³)  | Meuriot / unbekannt (René-Gillet)                   |
| 28. Juni 1914        | III. Grands Prix de France   | III. Grands Prix de France   | Fontainebleau             | Gespanne (1000 cm³) | „Allenav“ / unbekannt (Indian)                      |
|                      |                              |                              |                           |                     |                                                     |
| 30. Mai 1920         | IV. Grands Prix de France    | IV. Grands Prix de France    | Fontainebleau             | 250 cm³             | Louis (Alcyon)                                      |
| 30. Mai 1920         | IV. Grands Prix de France    | IV. Grands Prix de France    | Fontainebleau             | 350 cm³             | Georges Jolly (Alcyon)                              |
| 30. Mai 1920         | IV. Grands Prix de France    | IV. Grands Prix de France    | Fontainebleau             | 500 cm³             | Vuillamy (Alcyon)                                   |
| 30. Mai 1920         | IV. Grands Prix de France    | IV. Grands Prix de France    | Fontainebleau             | Gespanne (500 cm³)  | Catella / unbekannt (GN)                            |
| 30. Mai 1920         | IV. Grands Prix de France    | IV. Grands Prix de France    | Fontainebleau             | Gespanne (750 cm³)  | kein Starter erreichte das Ziel                     |
| 30. Mai 1920         | IV. Grands Prix de France    | IV. Grands Prix de France    | Fontainebleau             | Gespanne (1000 cm³) | Vernisse / unbekannt (Harley-Davidson)              |
|                      |                              |                              |                           |                     |                                                     |
| 2. Juli 1921         | V. Grands Prix de France     | V. Grands Prix de France     | Provins                   | 250 cm³             | „Stuard Sandford“ (MS / Train)                      |
| 2. Juli 1921         | V. Grands Prix de France     | V. Grands Prix de France     | Provins                   | 350 cm³             | Marcel Mourrier (Alcyon)                            |
| 2. Juli 1921         | V. Grands Prix de France     | V. Grands Prix de France     | Provins                   | 500 cm³             | Henri Naas (ABC)                                    |
| 2. Juli 1921         | V. Grands Prix de France     | V. Grands Prix de France     | Provins                   | Gespanne (500 cm³)  | Raymond Guiguet / unbekannt (Orial-GL)              |
| 2. Juli 1921         | V. Grands Prix de France     | V. Grands Prix de France     | Provins                   | Gespanne (1000 cm³) | André / unbekannt (Harley-Davidson)                 |
|                      |                              |                              |                           |                     |                                                     |
| 4.–5. Juni 1922      | VI. Grands Prix de France    | VI. Grands Prix de France    | Montargis                 | 125 cm³             | Jacques Durand (Monet-Goyon)                        |
| 4.–5. Juni 1922      | VI. Grands Prix de France    | VI. Grands Prix de France    | Montargis                 | 250 cm³             | Marcel Jolly (Armor)                                |
| 4.–5. Juni 1922      | VI. Grands Prix de France    | VI. Grands Prix de France    | Montargis                 | 350 cm³             | Paul Meunier (Alcyon)                               |
| 4.–5. Juni 1922      | VI. Grands Prix de France    | VI. Grands Prix de France    | Montargis                 | 500 cm³             | Henri Naas (ABC)                                    |
| 4.–5. Juni 1922      | VI. Grands Prix de France    | VI. Grands Prix de France    | Montargis                 | Gespanne (350 cm³)  | „Stuard Sandford“ / unbekannt (Metro-Tyler)         |
| 4.–5. Juni 1922      | VI. Grands Prix de France    | VI. Grands Prix de France    | Montargis                 | Gespanne (600 cm³)  | Raymond Guiguet / unbekannt (Orial-GL)              |
| 4.–5. Juni 1922      | VI. Grands Prix de France    | VI. Grands Prix de France    | Montargis                 | Gespanne (1000 cm³) | Lambert / unbekannt (Harley-Davidson)               |
|                      |                              |                              |                           |                     |                                                     |
| 29. Juli 1923        | VII. Grands Prix de France   | VII. Grands Prix de France   | Montargis                 | 250 cm³             | Vuillamy (Velocette)                                |
| 29. Juli 1923        | VII. Grands Prix de France   | VII. Grands Prix de France   | Montargis                 | 350 cm³             | Marcel Mourrier (Alcyon)                            |
| 29. Juli 1923        | VII. Grands Prix de France   | VII. Grands Prix de France   | Montargis                 | 500 cm³             | René Gillard (Peugeot)                              |
| 29. Juli 1923        | VII. Grands Prix de France   | VII. Grands Prix de France   | Montargis                 | Gespanne (350 cm³)  | kein Starter erreichte das Ziel                     |
| 29. Juli 1923        | VII. Grands Prix de France   | VII. Grands Prix de France   | Montargis                 | Gespanne (600 cm³)  | Alex Hommaire / unbekannt (Orial-GL)                |
|                      |                              |                              |                           |                     |                                                     |
| 11.–12. Oktober 1924 | VIII. Grands Prix de France  | VIII. Grands Prix de France  | Montlhéry                 | 175 cm³             | Marchand (der Yrsan-Blackburne)                     |
| 11.–12. Oktober 1924 | VIII. Grands Prix de France  | VIII. Grands Prix de France  | Montlhéry                 | 250 cm³             | Bert le Vack (J.A.P.)                               |
| 11.–12. Oktober 1924 | VIII. Grands Prix de France  | VIII. Grands Prix de France  | Montlhéry                 | 350 cm³             | Bert le Vack (J.A.P.)                               |
| 11.–12. Oktober 1924 | VIII. Grands Prix de France  | VIII. Grands Prix de France  | Montlhéry                 | 500 cm³             | M. Richard (Peugeot)                                |
|                      |                              |                              |                           |                     |                                                     |
| 4. Oktober 1925      | IX. Grands Prix de France    | IX. Grands Prix de France    | Montlhéry                 | 175 cm³             | Jock Porter (New Gerrard-Blackburne)                |
| 4. Oktober 1925      | IX. Grands Prix de France    | IX. Grands Prix de France    | Montlhéry                 | 250 cm³             | Jock Porter (New Gerrard-Blackburne)                |
| 4. Oktober 1925      | IX. Grands Prix de France    | IX. Grands Prix de France    | Montlhéry                 | 350 cm³             | Marcel Mourrier (Alcyon)                            |
| 4. Oktober 1925      | IX. Grands Prix de France    | IX. Grands Prix de France    | Montlhéry                 | 500 cm³             | Frank Longman (A.J.S.)                              |
|                      |                              |                              |                           |                     |                                                     |
| 25. September 1926   | X. Grands Prix de France     | X. Grands Prix de France     | Montlhéry                 | 175 cm³             | Jock Porter (New Gerrard)                           |
| 25. September 1926   | X. Grands Prix de France     | X. Grands Prix de France     | Montlhéry                 | 250 cm³             | Jock Porter (New Gerrard)                           |
| 25. September 1926   | X. Grands Prix de France     | X. Grands Prix de France     | Montlhéry                 | 350 cm³             | François Gaussorgues (Monet-Goyon)                  |
| 25. September 1926   | X. Grands Prix de France     | X. Grands Prix de France     | Montlhéry                 | 500 cm³             | René Francisquet (Sunbeam)                          |
|                      |                              |                              |                           |                     |                                                     |
| 2. Oktober 1927      | XI. Grands Prix de France    | XI. Grands Prix de France    | Montlhéry                 | 175 cm³             | Albert Sourdot (Monet-Goyon)                        |
| 2. Oktober 1927      | XI. Grands Prix de France    | XI. Grands Prix de France    | Montlhéry                 | 250 cm³             | Norbert Coulon (Terrot)                             |
| 2. Oktober 1927      | XI. Grands Prix de France    | XI. Grands Prix de France    | Montlhéry                 | 350 cm³             | François Gaussorgues (Monet-Goyon)                  |
| 2. Oktober 1927      | XI. Grands Prix de France    | XI. Grands Prix de France    | Montlhéry                 | 500 cm³             | François Gaussorgues (Monet-Goyon)                  |
|                      |                              |                              |                           |                     |                                                     |
| 7. Oktober 1928      | XII. Grands Prix de France   | XII. Grands Prix de France   | Montlhéry                 | 175 cm³             | Marcel Jolly (Alcyon)                               |
| 7. Oktober 1928      | XII. Grands Prix de France   | XII. Grands Prix de France   | Montlhéry                 | 250 cm³             | Lucien Lemasson (Alcyon)                            |
| 7. Oktober 1928      | XII. Grands Prix de France   | XII. Grands Prix de France   | Montlhéry                 | 350 cm³             | Jean Richard (Motosacoche)                          |
| 7. Oktober 1928      | XII. Grands Prix de France   | XII. Grands Prix de France   | Montlhéry                 | 500 cm³             | François Gaussorgues (Monet-Goyon)                  |
|                      |                              |                              |                           |                     |                                                     |
| 6. Oktober 1929      | XIII. Grands Prix de France  | XIII. Grands Prix de France  | Montlhéry (Kurzanbindung) | 175 cm³             | Albert Sourdot (Monet-Goyon)                        |
| 6. Oktober 1929      | XIII. Grands Prix de France  | XIII. Grands Prix de France  | Montlhéry (Kurzanbindung) | 250 cm³             | François Gaussorgues (Monet-Goyon)                  |
| 6. Oktober 1929      | XIII. Grands Prix de France  | XIII. Grands Prix de France  | Montlhéry (Kurzanbindung) | 350 cm³             | François Gaussorgues (Monet-Goyon)                  |
| 6. Oktober 1929      | XIII. Grands Prix de France  | XIII. Grands Prix de France  | Montlhéry (Kurzanbindung) | 500 cm³             | Jean Richard (Monet-Goyon)                          |
|                      |                              |                              |                           |                     |                                                     |
| 5. Oktober 1930      | XIV. Grands Prix de France   | XIV. Grands Prix de France   | Montlhéry                 | 175 cm³             | Frossard (Monet-Goyon)                              |
| 5. Oktober 1930      | XIV. Grands Prix de France   | XIV. Grands Prix de France   | Montlhéry                 | 250 cm³             | Paul Boetsch (Magnat-Debon)                         |
| 5. Oktober 1930      | XIV. Grands Prix de France   | XIV. Grands Prix de France   | Montlhéry                 | 350 cm³             | Paul Debaisieux (Monet-Goyon)                       |
| 5. Oktober 1930      | XIV. Grands Prix de France   | XIV. Grands Prix de France   | Montlhéry                 | 500 cm³             | Fernand Renier (Rudge)                              |
|                      |                              |                              |                           |                     |                                                     |
| 4. Oktober 1931      | XV. Grands Prix de France    | XV. Grands Prix de France    | Montlhéry                 | 175 cm³             | Bergallo (Terrot)                                   |
| 4. Oktober 1931      | XV. Grands Prix de France    | XV. Grands Prix de France    | Montlhéry                 | 250 cm³             | Alfredo Panella (Moto Guzzi)                        |
| 4. Oktober 1931      | XV. Grands Prix de France    | XV. Grands Prix de France    | Montlhéry                 | 350 cm³             | Fernand Renier (Velocette)                          |
| 4. Oktober 1931      | XV. Grands Prix de France    | XV. Grands Prix de France    | Montlhéry                 | 500 cm³             | Cecil Williams (Soyer-Sturmey-Archer)               |
|                      |                              |                              |                           |                     |                                                     |
| 8. Oktober 1932      | XVI. Grands Prix de France   | XVI. Grands Prix de France   | Montlhéry                 | 175 cm³             | Tonino Benelli (Benelli)                            |
| 8. Oktober 1932      | XVI. Grands Prix de France   | XVI. Grands Prix de France   | Montlhéry                 | 250 cm³             | Terzo Bandini (Moto Guzzi)                          |
| 8. Oktober 1932      | XVI. Grands Prix de France   | XVI. Grands Prix de France   | Montlhéry                 | 350 cm³             | Fernand Renier (Velocette)                          |
| 8. Oktober 1932      | XVI. Grands Prix de France   | XVI. Grands Prix de France   | Montlhéry                 | 500 cm³             | Marcel Debay (Norton)                               |
|                      |                              |                              |                           |                     |                                                     |
| 17. September 1933   | XVII. Grands Prix de France  | XVII. Grands Prix de France  | Montlhéry                 | 175 cm³             | Andre Barthe (MM)                                   |
| 17. September 1933   | XVII. Grands Prix de France  | XVII. Grands Prix de France  | Montlhéry                 | 250 cm³             | Edmond Padovani (Moto Guzzi)                        |
| 17. September 1933   | XVII. Grands Prix de France  | XVII. Grands Prix de France  | Montlhéry                 | 350 cm³             | René Milhoux (FN)                                   |
| 17. September 1933   | XVII. Grands Prix de France  | XVII. Grands Prix de France  | Montlhéry                 | 500 cm³             | François Gaussorgues (Motosacoche)                  |
| 17. September 1933   | XVII. Grands Prix de France  | XVII. Grands Prix de France  | Montlhéry                 | Gespanne (350 cm³)  | Charles Bartholomew / unbekannt (Koehler-Escoffier) |
| 17. September 1933   | XVII. Grands Prix de France  | XVII. Grands Prix de France  | Montlhéry                 | Gespanne (1000 cm³) | Josef Möritz / unbekannt (Victoria)                 |
|                      |                              |                              |                           |                     |                                                     |
| 9. September 1934    | XVIII. Grands Prix de France | XVIII. Grands Prix de France | Montlhéry                 | 175 cm³             | Yvan Goor (Benelli)                                 |
| 9. September 1934    | XVIII. Grands Prix de France | XVIII. Grands Prix de France | Montlhéry                 | 250 cm³             | Louis Jeannin (Jonghi)                              |
| 9. September 1934    | XVIII. Grands Prix de France | XVIII. Grands Prix de France | Montlhéry                 | 350 cm³             | „Cora“ (Monet-Goyon)                                |
| 9. September 1934    | XVIII. Grands Prix de France | XVIII. Grands Prix de France | Montlhéry                 | 500 cm³             | G. Lieutaud (Monet-Goyon)                           |
| 9. September 1934    | XVIII. Grands Prix de France | XVIII. Grands Prix de France | Montlhéry                 | Gespanne (350 cm³)  | R. Haas / unbekannt (Monet-Goyon)                   |
| 9. September 1934    | XVIII. Grands Prix de France | XVIII. Grands Prix de France | Montlhéry                 | Gespanne (600 cm³)  | René Amort / unbekannt (Gnome-&-Rhone)              |
|                      |                              |                              |                           |                     |                                                     |
| 2. Juni 1935         | XIX. Grands Prix de France   | XIX. Grands Prix de France   | Montlhéry                 | 175 cm³             | Jean Terigi (MM)                                    |
| 2. Juni 1935         | XIX. Grands Prix de France   | XIX. Grands Prix de France   | Montlhéry                 | 250 cm³             | Louis Jeannin (Prester-Jonghi)                      |
| 2. Juni 1935         | XIX. Grands Prix de France   | XIX. Grands Prix de France   | Montlhéry                 | 350 cm³             | Antoine Colette (FN)                                |
| 2. Juni 1935         | XIX. Grands Prix de France   | XIX. Grands Prix de France   | Montlhéry                 | 500 cm³             | René Milhoux (FN)                                   |
|                      |                              |                              |                           |                     |                                                     |
| 6. September 1936    | XX. Grands Prix de France    | XX. Grands Prix de France    | Montlhéry                 | 175 cm³             | Henri Nougier (Magnat-Debon)                        |
| 6. September 1936    | XX. Grands Prix de France    | XX. Grands Prix de France    | Montlhéry                 | 250 cm³             | Georges Monneret (Prester-Jonghi)                   |
| 6. September 1936    | XX. Grands Prix de France    | XX. Grands Prix de France    | Montlhéry                 | 350 cm³             | Roger Loyer (Velocette)                             |
| 6. September 1936    | XX. Grands Prix de France    | XX. Grands Prix de France    | Montlhéry                 | 500 cm³             | „Grizzly“ (Saroléa)                                 |

## Statistik des Großen Preises von Frankreich

### Von 1920 bis 1939
(gefärbter Hintergrund = als Europameisterschafts-Lauf ausgetragen)
| Jahr | Rennen                                                                 | Rennen                                                                 | Strecke       | Klasse    | Sieger                            |
| ---- | ---------------------------------------------------------------------- | ---------------------------------------------------------------------- | ------------- | --------- | --------------------------------- |
| 1920 | 1er Grand Prix de l’UMF                                                | 1er Grand Prix de l’UMF                                                | Le Mans       | 250 cm³   | Marcel Mourier (Thomann)          |
| 1920 | 1er Grand Prix de l’UMF                                                | 1er Grand Prix de l’UMF                                                | Le Mans       | 350 cm³   | Kenelm Bartlett (Verus)           |
| 1920 | 1er Grand Prix de l’UMF                                                | 1er Grand Prix de l’UMF                                                | Le Mans       | 500 cm³   | Georges Jolly (Alcyon)            |
|      |                                                                        |                                                                        |               |           |                                   |
| 1921 | 2ème Grand Prix de l’UMF                                               | 2ème Grand Prix de l’UMF                                               | Le Mans       | 250 cm³   | Vernisse (Yvel’s-J.A.P.)          |
| 1921 | 2ème Grand Prix de l’UMF                                               | 2ème Grand Prix de l’UMF                                               | Le Mans       | 350 cm³   | Paul Meunier (Alcyon)             |
| 1921 | 2ème Grand Prix de l’UMF                                               | 2ème Grand Prix de l’UMF                                               | Le Mans       | 500 cm³   | Alec Bennett (Sunbeam)            |
|      |                                                                        |                                                                        |               |           |                                   |
| 1922 | 3ème Grand Prix de l’UMF                                               | 3ème Grand Prix de l’UMF                                               | Straßburg     | 250 cm³   | Geoff Davison (Levis)             |
| 1922 | 3ème Grand Prix de l’UMF                                               | 3ème Grand Prix de l’UMF                                               | Straßburg     | 350 cm³   | Erminio Visioli (Garelli)         |
| 1922 | 3ème Grand Prix de l’UMF                                               | 3ème Grand Prix de l’UMF                                               | Straßburg     | 500 cm³   | Alec Bennett (Sunbeam)            |
|      |                                                                        |                                                                        |               |           |                                   |
| 1923 | 4ème Grand Prix de l’UMF                                               | 4ème Grand Prix de l’UMF                                               | Tours         | 250 cm³   | Geoff Davison (Levis)             |
| 1923 | 4ème Grand Prix de l’UMF                                               | 4ème Grand Prix de l’UMF                                               | Tours         | 350 cm³   | Frank Longman (A.J.S.)            |
| 1923 | 4ème Grand Prix de l’UMF                                               | 4ème Grand Prix de l’UMF                                               | Tours         | 500 cm³   | Jim Whalley (Douglas)             |
|      |                                                                        |                                                                        |               |           |                                   |
| 1924 | 5ème Grand Prix de l’UMF                                               | 5ème Grand Prix de l’UMF                                               | Lyon          | 175 cm³   | Albert Sourdot (Monet et Goyon)   |
| 1924 | 5ème Grand Prix de l’UMF                                               | 5ème Grand Prix de l’UMF                                               | Lyon          | 250 cm³   | Paul Meunier (Thomann)            |
| 1924 | 5ème Grand Prix de l’UMF                                               | 5ème Grand Prix de l’UMF                                               | Lyon          | 350 cm³   | Frank Longman (A.J.S.)            |
| 1924 | 5ème Grand Prix de l’UMF                                               | 5ème Grand Prix de l’UMF                                               | Lyon          | 500 cm³   | Alec Bennett (Norton)             |
|      |                                                                        |                                                                        |               |           |                                   |
| 1925 | 6ème Grand Prix de l’UMF                                               | 6ème Grand Prix de l’UMF                                               | Montlhéry     | 175 cm³   | Albert Sourdot (Monet et Goyon)   |
| 1925 | 6ème Grand Prix de l’UMF                                               | 6ème Grand Prix de l’UMF                                               | Montlhéry     | 250 cm³   | Jean Roland (Terrot)              |
| 1925 | 6ème Grand Prix de l’UMF                                               | 6ème Grand Prix de l’UMF                                               | Montlhéry     | 350 cm³   | J. Stevens (A.J.S.)               |
| 1925 | 6ème Grand Prix de l’UMF                                               | 6ème Grand Prix de l’UMF                                               | Montlhéry     | 500 cm³   | Jimmie Simpson (Sunbeam)          |
|      |                                                                        |                                                                        |               |           |                                   |
| 1926 | 7ème Grand Prix de l’UMF                                               | 7ème Grand Prix de l’UMF                                               | Straßburg     | 175 cm³   | Lucien Lemasson (Thomann)         |
| 1926 | 7ème Grand Prix de l’UMF                                               | 7ème Grand Prix de l’UMF                                               | Straßburg     | 250 cm³   | Syd Crabtree (Crabtree-J.A.P.)    |
| 1926 | 7ème Grand Prix de l’UMF                                               | 7ème Grand Prix de l’UMF                                               | Straßburg     | 350 cm³   | Jean Roland (Terrot)              |
| 1926 | 7ème Grand Prix de l’UMF                                               | 7ème Grand Prix de l’UMF                                               | Straßburg     | 500 cm³   | Alec Bennett (Norton)             |
|      |                                                                        |                                                                        |               |           |                                   |
| 1927 | 8ème Grand Prix de l’UMF                                               | 8ème Grand Prix de l’UMF                                               | Saint-Gaudens | 175 cm³   | Albert Sourdot (Monet et Goyon)   |
| 1927 | 8ème Grand Prix de l’UMF                                               | 8ème Grand Prix de l’UMF                                               | Saint-Gaudens | 250 cm³   | Syd Crabtree (Crabtree-J.A.P.)    |
| 1927 | 8ème Grand Prix de l’UMF                                               | 8ème Grand Prix de l’UMF                                               | Saint-Gaudens | 350 cm³   | Frank Longman (Velocette)         |
| 1927 | 8ème Grand Prix de l’UMF                                               | 8ème Grand Prix de l’UMF                                               | Saint-Gaudens | 500 cm³   | Joe Craig (Norton)                |
|      |                                                                        |                                                                        |               |           |                                   |
| 1928 | 9ème Grand Prix de l’UMF                                               | 9ème Grand Prix de l’UMF                                               | Bordeaux      | 175 cm³   | Marcel Jolly (Alcyon)             |
| 1928 | 9ème Grand Prix de l’UMF                                               | 9ème Grand Prix de l’UMF                                               | Bordeaux      | 250 cm³   | Syd Crabtree (Excelsior)          |
| 1928 | 9ème Grand Prix de l’UMF                                               | 9ème Grand Prix de l’UMF                                               | Bordeaux      | 350 cm³   | kein Starter erreichte das Ziel   |
| 1928 | 9ème Grand Prix de l’UMF                                               | 9ème Grand Prix de l’UMF                                               | Bordeaux      | 500 cm³   | Stanley Woods (Norton)            |
|      |                                                                        |                                                                        |               |           |                                   |
| 1929 | 10ème Grand Prix de l’UMF                                              | 10ème Grand Prix de l’UMF                                              | Le Mans       | 175 cm³   | Albert Sourdot (Monet et Goyon)   |
| 1929 | 10ème Grand Prix de l’UMF                                              | 10ème Grand Prix de l’UMF                                              | Le Mans       | 250 cm³   | Syd Crabtree (Excelsior)          |
| 1929 | 10ème Grand Prix de l’UMF                                              | 10ème Grand Prix de l’UMF                                              | Le Mans       | 350 cm³   | Freddie Hicks (Velocette)         |
| 1929 | 10ème Grand Prix de l’UMF                                              | 10ème Grand Prix de l’UMF                                              | Le Mans       | 500 cm³   | Charlie Dodson (Sunbeam)          |
|      |                                                                        |                                                                        |               |           |                                   |
| 1930 | 11ème Grand Prix de l’UMF                                              | 11ème Grand Prix de l’UMF                                              | Pau           | 175 cm³   | Eric Fernihough (Excelsior)       |
| 1930 | 11ème Grand Prix de l’UMF                                              | 11ème Grand Prix de l’UMF                                              | Pau           | 250 cm³   | Ted Mellors (New Imperial)        |
| 1930 | 11ème Grand Prix de l’UMF                                              | 11ème Grand Prix de l’UMF                                              | Pau           | 350 cm³   | Freddie Hicks (Velocette)         |
| 1930 | 11ème Grand Prix de l’UMF                                              | 11ème Grand Prix de l’UMF                                              | Pau           | 500 cm³   | Stanley Woods (Norton)            |
|      |                                                                        |                                                                        |               |           |                                   |
| 1931 | 12ème Grand Prix de l’UMF / VIII. Großer Preis von Europa der F.I.C.M. | 12ème Grand Prix de l’UMF / VIII. Großer Preis von Europa der F.I.C.M. | Montlhéry     | 175 cm³   | Eric Fernihough (Excelsior)       |
| 1931 | 12ème Grand Prix de l’UMF / VIII. Großer Preis von Europa der F.I.C.M. | 12ème Grand Prix de l’UMF / VIII. Großer Preis von Europa der F.I.C.M. | Montlhéry     | 250 cm³   | Graham Walker (Rudge)             |
| 1931 | 12ème Grand Prix de l’UMF / VIII. Großer Preis von Europa der F.I.C.M. | 12ème Grand Prix de l’UMF / VIII. Großer Preis von Europa der F.I.C.M. | Montlhéry     | 350 cm³   | Ernie Nott (Rudge)                |
| 1931 | 12ème Grand Prix de l’UMF / VIII. Großer Preis von Europa der F.I.C.M. | 12ème Grand Prix de l’UMF / VIII. Großer Preis von Europa der F.I.C.M. | Montlhéry     | 500 cm³   | Percy Hunt (Norton)               |
|      |                                                                        |                                                                        |               |           |                                   |
| 1932 | 13ème Grand Prix de l’UMF                                              | 13ème Grand Prix de l’UMF                                              | Reims         | 175 cm³   | Eric Fernihough (Excelsior)       |
| 1932 | 13ème Grand Prix de l’UMF                                              | 13ème Grand Prix de l’UMF                                              | Reims         | 250 cm³   | Leo Davenport (New Imperial)      |
| 1932 | 13ème Grand Prix de l’UMF                                              | 13ème Grand Prix de l’UMF                                              | Reims         | 350 cm³   | Jimmie Simpson (Norton)           |
| 1932 | 13ème Grand Prix de l’UMF                                              | 13ème Grand Prix de l’UMF                                              | Reims         | 500 cm³   | Stanley Woods (Norton)            |
|      |                                                                        |                                                                        |               |           |                                   |
| 1933 | 14ème Grand Prix de l’UMF                                              | 14ème Grand Prix de l’UMF                                              | Dieppe        | 175 cm³   | Eric Fernihough (Excelsior)       |
| 1933 | 14ème Grand Prix de l’UMF                                              | 14ème Grand Prix de l’UMF                                              | Dieppe        | 250 cm³   | Charlie Manders (Rudge)           |
| 1933 | 14ème Grand Prix de l’UMF                                              | 14ème Grand Prix de l’UMF                                              | Dieppe        | 350 cm³   | Jimmie Simpson (Norton)           |
| 1933 | 14ème Grand Prix de l’UMF                                              | 14ème Grand Prix de l’UMF                                              | Dieppe        | 500 cm³   | Percy Hunt (Norton)               |
|      |                                                                        |                                                                        |               |           |                                   |
| 1934 |                                                                        |                                                                        | Carcassonne   | Abgesagt. | Abgesagt.                         |
|      |                                                                        |                                                                        |               |           |                                   |
| 1935 | 15ème Grand Prix de l’UMF                                              | 15ème Grand Prix de l’UMF                                              | Montlhéry     | 175 cm³   | Jean Térigi (MM)                  |
| 1935 | 15ème Grand Prix de l’UMF                                              | 15ème Grand Prix de l’UMF                                              | Montlhéry     | 250 cm³   | Ove Lambert-Meuller (Husqvarna)   |
| 1935 | 15ème Grand Prix de l’UMF                                              | 15ème Grand Prix de l’UMF                                              | Montlhéry     | 350 cm³   | Carl Bågenholm (Husqvarna)        |
| 1935 | 15ème Grand Prix de l’UMF                                              | 15ème Grand Prix de l’UMF                                              | Montlhéry     | 500 cm³   | René Milhoux (FN)                 |
|      |                                                                        |                                                                        |               |           |                                   |
| 1936 | 16ème Grand Prix de l’UMF                                              | 16ème Grand Prix de l’UMF                                              | Saint-Gaudens | 175 cm³   | Henri Nougier (Magnat-Debon)      |
| 1936 | 16ème Grand Prix de l’UMF                                              | 16ème Grand Prix de l’UMF                                              | Saint-Gaudens | 250 cm³   | Georges Monneret (Prester-Jonghi) |
| 1936 | 16ème Grand Prix de l’UMF                                              | 16ème Grand Prix de l’UMF                                              | Saint-Gaudens | 350 cm³   | Ted Mellors (Velocette)           |
| 1936 | 16ème Grand Prix de l’UMF                                              | 16ème Grand Prix de l’UMF                                              | Saint-Gaudens | 500 cm³   | Ragnar Sunnqvist (Husqvarna)      |
|      |                                                                        |                                                                        |               |           |                                   |
| 1937 | Grand Prix de l’Exposition                                             | XXI. Grands Prix de France                                             | Montlhéry     | 175 cm³   | „Dickwell“ (MM)                   |
| 1937 | Grand Prix de l’Exposition                                             | XXI. Grands Prix de France                                             | Montlhéry     | 250 cm³   | Roger Loyer (Prester-Jonghi)      |
| 1937 | Grand Prix de l’Exposition                                             | 17ème Grand Prix de l’UMF                                              | Montlhéry     | 350 cm³   | Ted Mellors (Velocette)           |
| 1937 | Grand Prix de l’Exposition                                             | 17ème Grand Prix de l’UMF                                              | Montlhéry     | 500 cm³   | Ted Mellors (Velocette)           |
|      |                                                                        |                                                                        |               |           |                                   |
| 1938 | 18ème Grand Prix de l’UMF                                              | 18ème Grand Prix de l’UMF                                              | Nizza         | 175 cm³   | Bernhard Petruschke (DKW)         |
| 1938 | 18ème Grand Prix de l’UMF                                              | 18ème Grand Prix de l’UMF                                              | Nizza         | 250 cm³   | Ewald Kluge (DKW)                 |
| 1938 | 18ème Grand Prix de l’UMF                                              | 18ème Grand Prix de l’UMF                                              | Nizza         | 350 cm³   | Roger Loyer (Velocette)           |
| 1938 | 18ème Grand Prix de l’UMF                                              | 18ème Grand Prix de l’UMF                                              | Nizza         | 500 cm³   | Georges Cordey (Norton)           |
|      |                                                                        |                                                                        |               |           |                                   |
| 1939 | Grand Prix de France                                                   | Grand Prix de France                                                   | Reims         | 175 cm³   | Henri Nougier (Magnat-Debon)      |
| 1939 | Grand Prix de France                                                   | Grand Prix de France                                                   | Reims         | 250 cm³   | Ewald Kluge (DKW)                 |
| 1939 | Grand Prix de France                                                   | Grand Prix de France                                                   | Reims         | 350 cm³   | Heiner Fleischmann (DKW)          |
| 1939 | Grand Prix de France                                                   | Grand Prix de France                                                   | Reims         | 500 cm³   | John White (Norton)               |

### Von 1949 bis 1972
(gefärbter Hintergrund = kein Rennen im Rahmen der Motorrad-Weltmeisterschaft)
| Jahr | Strecke           | Klasse                                      | Sieger                                      | Zweiter                                     | Dritter                                     | Schn. Rennrunde                                            |
| ---- | ----------------- | ------------------------------------------- | ------------------------------------------- | ------------------------------------------- | ------------------------------------------- | ---------------------------------------------------------- |
| 1949 | Saint-Gaudens     | 250 cm³                                     | Fergus Anderson (Moto Guzzi)                | unbekannt                                   | unbekannt                                   | unbekannt                                                  |
| 1949 | Saint-Gaudens     | 350 cm³                                     | David Whitworth (Velocette)                 | unbekannt                                   | unbekannt                                   | unbekannt                                                  |
| 1949 | Saint-Gaudens     | 500 cm³                                     | Leslie Graham (A.J.S.)                      | unbekannt                                   | unbekannt                                   | unbekannt                                                  |
|      |                   |                                             |                                             |                                             |                                             |                                                            |
| 1950 | Saint-Gaudens     | Kein Grand Prix.                            | Kein Grand Prix.                            | Kein Grand Prix.                            | Kein Grand Prix.                            | Kein Grand Prix.                                           |
|      |                   |                                             |                                             |                                             |                                             |                                                            |
| 1951 | Albi              | 250 cm³                                     | Bruno Ruffo (Moto Guzzi)                    | Gianni Leoni (Moto Guzzi)                   | Tommy Wood (Moto Guzzi)                     | Bruno Ruffo (Moto Guzzi)                                   |
| 1951 | Albi              | 350 cm³                                     | Geoff Duke (Norton)                         | Jack Brett (Norton)                         | William Doran (Norton)                      | William Doran (Norton)                                     |
| 1951 | Albi              | 500 cm³                                     | Alfredo Milani (Gilera)                     | William Doran (A.J.S.)                      | Nello Pagani (Gilera)                       | Alfredo Milani (Gilera)                                    |
| 1951 | Albi              | Gespanne                                    | Oliver / Dobelli (Norton)                   | Frigerio / Ricotti (Gilera)                 | Murit / Emo (Norton)                        | Oliver / Dobelli (Norton) und Frigerio / Ricotti (Gilera)  |
|      |                   |                                             |                                             |                                             |                                             |                                                            |
| 1952 | Albi              | 175 cm³                                     | Georges Burggraff (MV Agusta)               | unbekannt                                   | unbekannt                                   | unbekannt                                                  |
| 1952 | Albi              | 250 cm³                                     | Fergus Anderson (Moto Guzzi)                | unbekannt                                   | unbekannt                                   | unbekannt                                                  |
| 1952 | Albi              | 350 cm³                                     | Jack Brett (Norton)                         | unbekannt                                   | unbekannt                                   | unbekannt                                                  |
| 1952 | Albi              | 500 cm³                                     | Jack Brett (Norton)                         | unbekannt                                   | unbekannt                                   | unbekannt                                                  |
| 1952 | Albi              | Gespanne                                    | Eric Oliver / Brugraff (Norton)             | unbekannt                                   | unbekannt                                   | unbekannt                                                  |
|      |                   |                                             |                                             |                                             |                                             |                                                            |
| 1953 | Rouen             | 350 cm³                                     | Fergus Anderson (Moto Guzzi)                | Pierre Monneret (A.J.S.)                    | Enrico Lorenzetti (Moto Guzzi)              | Ray Amm (Norton)                                           |
| 1953 | Rouen             | 500 cm³                                     | Geoff Duke (Gilera)                         | Reg Armstrong (Gilera)                      | Alfredo Milani (Gilera)                     | Reg Armstrong (Gilera)                                     |
| 1953 | Rouen             | Gespanne                                    | Oliver / Dibben (Norton)                    | Smith / Nutt (Norton)                       | Haldemann / Albisser (Norton)               | Oliver / Dibben (Norton)                                   |
|      |                   |                                             |                                             |                                             |                                             |                                                            |
| 1954 | Reims             | 250 cm³                                     | Werner Haas (NSU)                           | Hermann Paul Müller (NSU)                   | Rupert Hollaus (NSU)                        | Hermann Paul Müller (NSU)                                  |
| 1954 | Reims             | 350 cm³                                     | Pierre Monneret (A.J.S.)                    | Auguste Goffin (Norton)                     | Bob Matthews (Velocette)                    | Pierre Monneret (A.J.S.)                                   |
| 1954 | Reims             | 500 cm³                                     | Pierre Monneret (Gilera)                    | Alfredo Milani (Gilera)                     | Jacques Collot (Norton)                     | Pierre Monneret (Gilera)                                   |
|      |                   |                                             |                                             |                                             |                                             |                                                            |
| 1955 | Reims             | 125 cm³                                     | Carlo Ubbiali (MV Agusta)                   | Luigi Taveri (MV Agusta)                    | Giuseppe Lattanzi (F.B Mondial)             | Romolo Ferri (F.B Mondial)                                 |
| 1955 | Reims             | 350 cm³                                     | Duilio Agostini (Moto Guzzi)                | Dickie Dale (Moto Guzzi)                    | Roberto Colombo (Moto Guzzi)                | Duilio Agostini (Moto Guzzi)                               |
| 1955 | Reims             | 500 cm³                                     | Geoff Duke (Gilera)                         | Libero Liberati (Gilera)                    | Reg Armstrong (Gilera)                      | Geoff Duke (Gilera)                                        |
|      |                   |                                             |                                             |                                             |                                             |                                                            |
| 1956 | Kein Grand Prix.  | Kein Grand Prix.                            | Kein Grand Prix.                            | Kein Grand Prix.                            | Kein Grand Prix.                            | Kein Grand Prix.                                           |
|      |                   |                                             |                                             |                                             |                                             |                                                            |
| 1957 | Montlhéry         | Wegen der Sueskrise abgesagt.               | Wegen der Sueskrise abgesagt.               | Wegen der Sueskrise abgesagt.               | Wegen der Sueskrise abgesagt.               | Wegen der Sueskrise abgesagt.                              |
|      |                   |                                             |                                             |                                             |                                             |                                                            |
| 1958 | Pau               | 350 cm³                                     | Jacques Collot (Norton)                     | unbekannt                                   | unbekannt                                   | unbekannt                                                  |
| 1958 | Pau               | 500 cm³                                     | Jacques Collot (Norton)                     | unbekannt                                   | unbekannt                                   | unbekannt                                                  |
| 1958 | Pau               | Gespanne                                    | Helmut Fath / Rudolf (BMW)                  | unbekannt                                   | unbekannt                                   | unbekannt                                                  |
|      |                   |                                             |                                             |                                             |                                             |                                                            |
| 1959 | Clermont- Ferrand | 350 cm³                                     | John Surtees (MV Agusta)                    | Gary Hocking (Norton)                       | John Hartle (MV Agusta)                     | John Surtees (MV Agusta)                                   |
| 1959 | Clermont- Ferrand | 500 cm³                                     | John Surtees (MV Agusta)                    | Remo Venturi (MV Agusta)                    | Gary Hocking (Norton)                       | John Surtees (MV Agusta)                                   |
| 1959 | Clermont- Ferrand | Gespanne                                    | Scheidegger / Burkhardt (BMW)               | Schneider / Strauß (BMW)                    | Strub / Siffert (BMW)                       | Scheidegger / Burkhardt (BMW)                              |
|      |                   |                                             |                                             |                                             |                                             |                                                            |
| 1960 | Clermont- Ferrand | 350 cm³                                     | Gary Hocking (MV Agusta)                    | František Šťastný (Jawa)                    | John Surtees (MV Agusta)                    | John Surtees (MV Agusta)                                   |
| 1960 | Clermont- Ferrand | 500 cm³                                     | John Surtees (MV Agusta)                    | Remo Venturi (MV Agusta)                    | Bob Brown (Norton)                          | John Surtees (MV Agusta)                                   |
| 1960 | Clermont- Ferrand | Gespanne                                    | Fath / Wohlgemuth (BMW)                     | Scheidegger / Burkhardt (BMW)               | Camathias / Chisnell (BMW)                  | Fath / Wohlgemuth (BMW)                                    |
|      |                   |                                             |                                             |                                             |                                             |                                                            |
| 1961 | Clermont- Ferrand | 50 cm³                                      | Jean-Claude Serre (Itom)                    | unbekannt                                   | unbekannt                                   | unbekannt                                                  |
| 1961 | Clermont- Ferrand | 125 cm³                                     | Tom Phillis (Honda)                         | Ernst Degner (MZ)                           | Jim Redman (Honda)                          | Tom Phillis (Honda) und Ernst Degner (MZ)                  |
| 1961 | Clermont- Ferrand | 250 cm³                                     | Tom Phillis (Honda)                         | Mike Hailwood (Honda)                       | Kunimitsu Takahashi (Honda)                 | Gary Hocking (MV Agusta)                                   |
| 1961 | Clermont- Ferrand | 500 cm³                                     | Gary Hocking (MV Agusta)                    | Mike Hailwood (Norton)                      | Antoine Paba (Norton)                       | Gary Hocking (MV Agusta)                                   |
| 1961 | Clermont- Ferrand | Gespanne                                    | Scheidegger / Burkhardt (BMW)               | Deubel / Hörner (BMW)                       | Strub / Huber (BMW)                         | Scheidegger / Burkhardt (BMW)                              |
|      |                   |                                             |                                             |                                             |                                             |                                                            |
| 1962 | Clermont- Ferrand | 50 cm³                                      | Jan Huberts (Kreidler)                      | Kunimitsu Takahashi (Honda)                 | Luigi Taveri (Honda)                        | Jan Huberts (Kreidler)                                     |
| 1962 | Clermont- Ferrand | 125 cm³                                     | Kunimitsu Takahashi (Honda)                 | Jim Redman (Honda)                          | Tommy Robb (Honda)                          | Kunimitsu Takahashi (Honda)                                |
| 1962 | Clermont- Ferrand | 250 cm³                                     | Jim Redman (Honda)                          | Bob McIntyre (Honda)                        | Tom Phillis (Honda)                         | Tom Phillis (Honda)                                        |
| 1962 | Clermont- Ferrand | Gespanne                                    | Deubel / Hörner (BMW)                       | Camathias / Burkhardt (BMW)                 | Vincent / Bliss (BSA)                       | Camathias / Burkhardt (BMW)                                |
|      |                   |                                             |                                             |                                             |                                             |                                                            |
| 1963 | Clermont- Ferrand | 50 cm³                                      | Hans Georg Anscheidt (Kreidler)             | Ernst Degner (Suzuki)                       | Michio Ichino (Suzuki)                      | Hans Georg Anscheidt (Kreidler)                            |
| 1963 | Clermont- Ferrand | 125 cm³                                     | Hugh Anderson (Suzuki)                      | Jim Redman (Honda)                          | Luigi Taveri (Honda)                        | Hugh Anderson (Suzuki)                                     |
| 1963 | Clermont- Ferrand | 250 cm³                                     | Wegen schlechten Wetters abgesagt.          | Wegen schlechten Wetters abgesagt.          | Wegen schlechten Wetters abgesagt.          | Wegen schlechten Wetters abgesagt.                         |
| 1963 | Clermont- Ferrand | Gespanne                                    | Wegen schlechten Wetters abgesagt.          | Wegen schlechten Wetters abgesagt.          | Wegen schlechten Wetters abgesagt.          | Wegen schlechten Wetters abgesagt.                         |
|      |                   |                                             |                                             |                                             |                                             |                                                            |
| 1964 | Clermont- Ferrand | 50 cm³                                      | Hugh Anderson (Suzuki)                      | Hans Georg Anscheidt (Kreidler)             | Jean-Pierre Beltoise (Kreidler)             | Hugh Anderson (Suzuki)                                     |
| 1964 | Clermont- Ferrand | 125 cm³                                     | Luigi Taveri (Honda)                        | Bert Schneider (Suzuki)                     | Frank Perris (Suzuki)                       | Luigi Taveri (Honda)                                       |
| 1964 | Clermont- Ferrand | 250 cm³                                     | Phil Read (Yamaha)                          | Luigi Taveri (Honda)                        | Bert Schneider (Suzuki)                     | Phil Read (Yamaha)                                         |
| 1964 | Clermont- Ferrand | Gespanne                                    | Scheidegger / Robinson (BMW)                | Deubel / Hörner (BMW)                       | Auerbacher / Heim (BMW)                     | Scheidegger / Robinson (BMW)                               |
|      |                   |                                             |                                             |                                             |                                             |                                                            |
| 1965 | Rouen             | 50 cm³                                      | Ralph Bryans (Honda)                        | Luigi Taveri (Honda)                        | Ernst Degner (Suzuki)                       | Ernst Degner (Suzuki)                                      |
| 1965 | Rouen             | 125 cm³                                     | Hugh Anderson (Suzuki)                      | Frank Perris (Suzuki)                       | Ernst Degner (Suzuki)                       | Hugh Anderson (Suzuki)                                     |
| 1965 | Rouen             | 250 cm³                                     | Phil Read (Yamaha)                          | Bruce Beale (Honda)                         | Barry Smith (Bultaco)                       | Jim Redman (Honda)                                         |
| 1965 | Rouen             | Gespanne                                    | Camathias / Ducruet (BMW)                   | Scheidegger / Robinson (BMW)                | Deubel / Hörner (BMW)                       | Camathias / Ducruet (BMW) und Scheidegger / Robinson (BMW) |
|      |                   |                                             |                                             |                                             |                                             |                                                            |
| 1966 | Clermont- Ferrand | 250 cm³                                     | Mike Hailwood (Honda)                       | Jim Redman (Honda)                          | Phil Read (Yamaha)                          | Mike Hailwood (Honda)                                      |
| 1966 | Clermont- Ferrand | 350 cm³                                     | Mike Hailwood (Honda)                       | Giacomo Agostini (MV Agusta)                | Jim Redman (Honda)                          | Mike Hailwood (Honda)                                      |
| 1966 | Clermont- Ferrand | Gespanne                                    | Scheidegger / Robinson (BMW)                | Seeley / Rawlings (BMW)                     | Deubel / Hörner (BMW)                       | Scheidegger / Robinson (BMW)                               |
|      |                   |                                             |                                             |                                             |                                             |                                                            |
| 1967 | Clermont- Ferrand | 50 cm³                                      | Yoshimi Katayama (Suzuki)                   | Hans Georg Anscheidt (Suzuki)               | Stuart Graham (Suzuki)                      | Yoshimi Katayama (Suzuki)                                  |
| 1967 | Clermont- Ferrand | 125 cm³                                     | Bill Ivy (Yamaha)                           | Phil Read (Yamaha)                          | Yoshimi Katayama (Suzuki)                   | Bill Ivy (Yamaha)                                          |
| 1967 | Clermont- Ferrand | 250 cm³                                     | Bill Ivy (Yamaha)                           | Phil Read (Yamaha)                          | Mike Hailwood (Honda)                       | Mike Hailwood (Honda)                                      |
| 1967 | Clermont- Ferrand | Gespanne                                    | Enders / Engelhardt (BMW)                   | Schauzu / Schneider (BMW)                   | Wakefield / Milton (BMW)                    | Fath / Kalauch (URS)                                       |
|      |                   |                                             |                                             |                                             |                                             |                                                            |
| 1968 | Clermont- Ferrand | Wegen der Ereignisse des Mai 1968 abgesagt. | Wegen der Ereignisse des Mai 1968 abgesagt. | Wegen der Ereignisse des Mai 1968 abgesagt. | Wegen der Ereignisse des Mai 1968 abgesagt. | Wegen der Ereignisse des Mai 1968 abgesagt.                |
|      |                   |                                             |                                             |                                             |                                             |                                                            |
| 1969 | Le Mans           | 50 cm³                                      | Aalt Toersen (Kreidler)                     | Ángel Nieto (Derbi)                         | Paul Lodewijkx (Jamathi)                    | Aalt Toersen (Kreidler)                                    |
| 1969 | Le Mans           | 125 cm³                                     | Jean Auréal (Yamaha)                        | Dave Simmonds (Kawasaki)                    | Ginger Molloy (Bultaco)                     | Dave Simmonds (Kawasaki)                                   |
| 1969 | Le Mans           | 250 cm³                                     | Santiago Herrero (OSSA)                     | Rodney Gould (Yamaha)                       | Kent Andersson (Yamaha)                     | Santiago Herrero (OSSA)                                    |
| 1969 | Le Mans           | 500 cm³                                     | Giacomo Agostini (MV Agusta)                | Billie Nelson (Paton)                       | Karl Auer (Matchless)                       | Giacomo Agostini (MV Agusta)                               |
| 1969 | Le Mans           | Gespanne                                    | Fath / Kalauch (URS)                        | Auerbacher / Hahn (BMW)                     | Schauzu / Schneider (BMW)                   | Fath / Kalauch (URS)                                       |
|      |                   |                                             |                                             |                                             |                                             |                                                            |
| 1970 | Le Mans           | 50 cm³                                      | Ángel Nieto (Derbi)                         | Aalt Toersen (Jamathi)                      | Rudolf Kunz (Kreidler)                      | Ángel Nieto (Derbi)                                        |
| 1970 | Le Mans           | 125 cm³                                     | Dieter Braun (Suzuki)                       | Börje Jansson (Maico)                       | Günter Bartusch (MZ)                        | Ángel Nieto (Derbi)                                        |
| 1970 | Le Mans           | 250 cm³                                     | Rodney Gould (Yamaha)                       | Santiago Herrero (OSSA)                     | László Szabó (MZ)                           | Santiago Herrero (OSSA)                                    |
| 1970 | Le Mans           | 500 cm³                                     | Giacomo Agostini (MV Agusta)                | Ginger Molloy (Kawasaki)                    | Alberto Pagani (Linto)                      | Giacomo Agostini (MV Agusta)                               |
| 1970 | Le Mans           | Gespanne                                    | Enders / Kalauch (BMW)                      | Auerbacher / Hahn (BMW)                     | Schauzu / Schneider (BMW)                   | Enders / Kalauch (BMW)                                     |
|      |                   |                                             |                                             |                                             |                                             |                                                            |
| 1971 | Kein Grand Prix.  | Kein Grand Prix.                            | Kein Grand Prix.                            | Kein Grand Prix.                            | Kein Grand Prix.                            | Kein Grand Prix.                                           |
|      |                   |                                             |                                             |                                             |                                             |                                                            |
| 1972 | Clermont- Ferrand | 125 cm³                                     | Gilberto Parlotti (Morbidelli)              | Chas Mortimer (Yamaha)                      | Börje Jansson (Yamaha)                      | Gilberto Parlotti (Morbidelli)                             |
| 1972 | Clermont- Ferrand | 250 cm³                                     | Phil Read (Yamaha)                          | Renzo Pasolini (Aermacchi)                  | Hideo Kanaya (Yamaha)                       | Hideo Kanaya (Yamaha)                                      |
| 1972 | Clermont- Ferrand | 350 cm³                                     | Jarno Saarinen (Yamaha)                     | Teuvo Länsivuori (Yamaha)                   | Renzo Pasolini (Aermacchi)                  | Jarno Saarinen (Yamaha)                                    |
| 1972 | Clermont- Ferrand | 500 cm³                                     | Giacomo Agostini (MV Agusta)                | Christian Bourgeois (Yamaha)                | Rob Bron (Suzuki)                           | Giacomo Agostini (MV Agusta)                               |
| 1972 | Clermont- Ferrand | Gespanne                                    | Luthringshauser / Cusnik (BMW)              | Schauzu / Kalauch (BMW)                     | Wegener / Heinrichs (BMW)                   | Vincent / Casey (Münch-URS)                                |

### Seit 1973
| Jahr | Strecke           | Klasse              | Sieger                                    | Zweiter                                | Dritter                           | Pole-Position                        | Schn. Rennrunde                           |                  |
| ---- | ----------------- | ------------------- | ----------------------------------------- | -------------------------------------- | --------------------------------- | ------------------------------------ | ----------------------------------------- | ---------------- |
| 1973 | Le Castellet      | 125 cm³             | Kent Andersson (Yamaha)                   | Börje Jansson (Maico)                  | Thierry Tchernine (Yamaha)        | Ángel Nieto (Morbidelli)             | Ángel Nieto (Morbidelli)                  |                  |
| 1973 | Le Castellet      | 250 cm³             | Jarno Saarinen (Yamaha)                   | Hideo Kanaya (Yamaha)                  | Renzo Pasolini (Harley-Davidson)  | Jarno Saarinen (Yamaha)              | Jarno Saarinen (Yamaha)                   |                  |
| 1973 | Le Castellet      | 350 cm³             | Giacomo Agostini (MV Agusta)              | Phil Read (MV Agusta)                  | Teuvo Länsivuori (Yamaha)         | Giacomo Agostini (MV Agusta)         | Giacomo Agostini (MV Agusta)              |                  |
| 1973 | Le Castellet      | 500 cm³             | Jarno Saarinen (Yamaha)                   | Phil Read (MV Agusta)                  | Hideo Kanaya (Yamaha)             | Hideo Kanaya (Yamaha)                | Jarno Saarinen (Yamaha)                   |                  |
| 1973 | Le Castellet      | Gespanne            | Enders / Engelhardt (Busch-BMW)           | Gawley / Sales (König)                 | Schwärzel / Kleis (König)         | Kurth / Rowe (CAT-Monark)            | Enders / Engelhardt (Busch-BMW)           |                  |
|      |                   |                     |                                           |                                        |                                   |                                      |                                           |                  |
| 1974 | Clermont- Ferrand | 50 cm³              | Henk van Kessel (Kreidler)                | Rudolf Kunz (Kreidler)                 | Otello Buscherini (Malanca)       | Henk van Kessel (Kreidler)           | Henk van Kessel (Kreidler)                |                  |
| 1974 | Clermont- Ferrand | 125 cm³             | Bruno Kneubühler (Yamaha)                 | Kent Andersson (Yamaha)                | Otello Buscherini (Malanca)       | Otello Buscherini (Malanca)          | Otello Buscherini (Malanca)               |                  |
| 1974 | Clermont- Ferrand | 350 cm³             | Giacomo Agostini (Yamaha)                 | Teuvo Länsivuori (Yamaha)              | Christian Bourgeois (Yamaha)      | Phil Read (MV Agusta)                | Giacomo Agostini (Yamaha)                 |                  |
| 1974 | Clermont- Ferrand | 500 cm³             | Phil Read (MV Agusta)                     | Barry Sheene (Suzuki)                  | Gianfranco Bonera (MV Agusta)     | Phil Read (MV Agusta)                | Giacomo Agostini (Yamaha)                 |                  |
| 1974 | Clermont- Ferrand | Gespanne            | Schauzu / Kalauch (BMW)                   | Schwärzel / Kleis (König)              | Kurth / Rowe (CAT-Crescent)       | Schauzu / Kalauch (BMW)              | Schwärzel / Kleis (König)                 |                  |
|      |                   |                     |                                           |                                        |                                   |                                      |                                           |                  |
| 1975 | Le Castellet      | 125 cm³             | Kent Andersson (Yamaha)                   | Leif Gustafsson (Yamaha)               | Paolo Pileri (Morbidelli)         | Pier Paolo Bianchi (Morbidelli)      | Paolo Pileri (Morbidelli)                 |                  |
| 1975 | Le Castellet      | 250 cm³             | Johnny Cecotto (Yamaha)                   | Ikujiro Takaï (Yamaha)                 | Michel Rougerie (Harley-Davidson) | Ikujiro Takaï (Yamaha)               | Johnny Cecotto (Yamaha)                   |                  |
| 1975 | Le Castellet      | 350 cm³             | Johnny Cecotto (Yamaha)                   | Giacomo Agostini (Yamaha)              | Gérard Choukroun (Yamaha)         | Johnny Cecotto (Yamaha)              | Johnny Cecotto (Yamaha)                   |                  |
| 1975 | Le Castellet      | 500 cm³             | Giacomo Agostini (Yamaha)                 | Hideo Kanaya (Yamaha)                  | Phil Read (MV Agusta)             | Teuvo Länsivuori (Suzuki)            | Hideo Kanaya (Yamaha)                     |                  |
| 1975 | Le Castellet      | Gespanne            | Schmid / Jean-Petit-Matile (Schmid-König) | Schwärzel / Huber (König)              | Hobson / Burns (Yamaha)           | Gerber / Epprecht (König)            | Schmid / Jean-Petit-Matile (Schmid-König) |                  |
|      |                   |                     |                                           |                                        |                                   |                                      |                                           |                  |
| 1976 | Le Mans           | 50 cm³              | Herbert Rittberger (Kreidler)             | Rudolf Kunz (Kreidler)                 | Stefan Dörflinger (Kreidler)      | Ángel Nieto (Bultaco)                | Rudolf Kunz (Kreidler)                    |                  |
| 1976 | Le Mans           | 250 cm³             | Walter Villa (Harley-Davidson)            | Gianfranco Bonera (Harley-Davidson)    | Pentti Korhonen (Yamaha)          | Walter Villa (Harley-Davidson)       | Walter Villa (Harley-Davidson)            |                  |
| 1976 | Le Mans           | 350 cm³             | Walter Villa (Harley-Davidson)            | Johnny Cecotto (Yamaha)                | Jean-François Baldé (Yamaha)      | Giacomo Agostini (MV Agusta)         | Walter Villa (Harley-Davidson)            |                  |
| 1976 | Le Mans           | 500 cm³             | Barry Sheene (Suzuki)                     | Johnny Cecotto (Yamaha)                | Marco Lucchinelli (Suzuki)        | Barry Sheene (Suzuki)                | Marco Lucchinelli (Suzuki)                |                  |
| 1976 | Le Mans           | Gespanne            | Biland / Williams (Seymaz-Yamaha)         | Michel / Garcia (GEP-Yamaha)           | Schilling / Gundel (ARO-Fath)     | Schwärzel / Huber (König)            | Biland / Williams (Seymaz-Yamaha)         |                  |
|      |                   |                     |                                           |                                        |                                   |                                      |                                           |                  |
| 1977 | Le Castellet      | 125 cm³             | Pier Paolo Bianchi (Morbidelli)           | Eugenio Lazzarini (Morbidelli)         | Harald Bartol (Morbidelli)        | Pier Paolo Bianchi (Morbidelli)      | Pier Paolo Bianchi (Morbidelli)           |                  |
| 1977 | Le Castellet      | 250 cm³             | Jon Ekerold (Yamaha)                      | Alan North (Yamaha)                    | Vic Soussan (Yamaha)              | Barry Ditchburn (Kawasaki)           | Alan North (Yamaha)                       |                  |
| 1977 | Le Castellet      | 350 cm³             | Takazumi Katayama (Yamaha)                | Jon Ekerold (Yamaha)                   | Bruno Kneubühler (Yamaha)         | Jon Ekerold (Yamaha)                 | Takazumi Katayama (Yamaha)                |                  |
| 1977 | Le Castellet      | 500 cm³             | Barry Sheene (Suzuki)                     | Giacomo Agostini (Yamaha)              | Steve Baker (Yamaha)              | Steve Baker (Yamaha)                 | Giacomo Agostini (Yamaha)                 |                  |
| 1977 | Le Castellet      | Gespanne            | Michel / Lecorre (GEP-Yamaha)             | O’Dell / Arthur (Windle-Yamaha)        | Schilling / Gundel (ARO-Yamaha)   | Biland / Williams (Schmid-Yamaha)    | Michel / Lecorre (GEP-Yamaha)             |                  |
|      |                   |                     |                                           |                                        |                                   |                                      |                                           |                  |
| 1978 | Nogaro            | 125 cm³             | Pier Paolo Bianchi (Minarelli)            | Eugenio Lazzarini (MBA)                | Per-Edvard Carlsson (Morbidelli)  | Thierry Espié (Minarelli)            | Pier Paolo Bianchi (Motobécane)           |                  |
| 1978 | Nogaro            | 250 cm³             | Gregg Hansford (Kawasaki)                 | Kenny Roberts sr. (Yamaha)             | Kork Ballington (Kawasaki)        | Patrick Fernandez (Yamaha)           | Gregg Hansford (Kawasaki)                 |                  |
| 1978 | Nogaro            | 350 cm³             | Gregg Hansford (Kawasaki)                 | Kork Ballington (Kawasaki)             | Jon Ekerold (Yamaha)              | Olivier Chevallier (Yamaha)          | Gregg Hansford (Kawasaki)                 |                  |
| 1978 | Nogaro            | 500 cm³             | Kenny Roberts sr. (Yamaha)                | Pat Hennen (Suzuki)                    | Barry Sheene (Suzuki)             | Johnny Cecotto (Yamaha)              | Kenny Roberts sr. (Yamaha)                |                  |
| 1978 | Nogaro            | Gespanne            | Biland / Williams (BEO-Yamaha)            | Michel / Collins (Seymaz-Yamaha)       | Hobson / Birch (Schmid-Yamaha)    | Michel / Collins (Seymaz-Yamaha)     | Biland / Williams (BEO-Yamaha)            |                  |
|      |                   |                     |                                           |                                        |                                   |                                      |                                           |                  |
| 1979 | Le Mans           | 50 cm³              | Eugenio Lazzarini (Kreidler)              | Stefan Dörflinger (Kreidler)           | Rolf Blatter (Kreidler)           | Ricardo Tormo (Bultaco)              | Stefan Dörflinger (Kreidler)              |                  |
| 1979 | Le Mans           | 125 cm³             | Guy Bertin (Motobécane)                   | Ricardo Tormo (Bultaco)                | Pier Paolo Bianchi (Minarelli)    | Guy Bertin (Motobécane)              | Ángel Nieto (Minarelli)                   |                  |
| 1979 | Le Mans           | 250 cm³             | Kork Ballington (Kawasaki)                | Gregg Hansford (Kawasaki)              | Patrick Fernandez (Yamaha)        | Gregg Hansford (Kawasaki)            | Kork Ballington (Kawasaki)                |                  |
| 1979 | Le Mans           | 350 cm³             | Patrick Fernandez (Yamaha)                | Roland Freymond (Yamaha)               | Walter Villa (Yamaha)             | Kork Ballington (Kawasaki)           | Eric Saul (Adriatica-Yamaha)              |                  |
| 1979 | Le Mans           | 500 cm³             | Barry Sheene (Suzuki)                     | Randy Mamola (Yamaha)                  | Kenny Roberts sr. (Yamaha)        | Kenny Roberts sr. (Yamaha)           | Virginio Ferrari (Suzuki)                 |                  |
| 1979 | Le Mans           | Gespanne (Kat. B2B) | Biland / Williams (LCR-Yamaha)            | Holzer / Meierhans (LCR-Yamaha)        | Jones / Ayres (Daytona-Yamaha)    | Biland / Williams (LCR-Yamaha)       | Biland / Williams (LCR-Yamaha)            |                  |
|      |                   |                     |                                           |                                        |                                   |                                      |                                           |                  |
| 1980 | Le Castellet      | 125 cm³             | Ángel Nieto (Minarelli)                   | Pier Paolo Bianchi (MBA)               | Loris Reggiani (Minarelli)        | Guy Bertin (Motobécane)              | Ángel Nieto (Minarelli)                   |                  |
| 1980 | Le Castellet      | 250 cm³             | Kork Ballington (Kawasaki)                | Toni Mang (Krauser)                    | Thierry Espié (Yamaha)            | Toni Mang (Krauser)                  | Thierry Espié (Yamaha)                    |                  |
| 1980 | Le Castellet      | 350 cm³             | Jon Ekerold (Bimota-Yamaha)               | Johnny Cecotto (Yamaha)                | Eric Saul (Bimota-Yamaha)         | Johnny Cecotto (Yamaha)              | Jon Ekerold (Bimota-Yamaha)               |                  |
| 1980 | Le Castellet      | 500 cm³             | Kenny Roberts sr. (Yamaha)                | Randy Mamola (Suzuki)                  | Marco Lucchinelli (Suzuki)        | Marco Lucchinelli (Suzuki)           | Kenny Roberts sr. (Yamaha)                |                  |
| 1980 | Le Castellet      | Gespanne            | Biland / Waltisperg (LCR-Yamaha)          | Taylor / Johansson (Windle-Yamaha)     | Schwärzel / Huber (Yamaha)        | Michel / Gérard (Seymaz-Fath)        | Biland / Waltisperg (LCR-Yamaha)          |                  |
|      |                   |                     |                                           |                                        |                                   |                                      |                                           |                  |
| 1981 | Le Castellet      | 125 cm³             | Ángel Nieto (Minarelli)                   | Guy Bertin (Sanvenero)                 | Pier Paolo Bianchi (MBA)          | Guy Bertin (Sanvenero)               | Ángel Nieto (Minarelli)                   |                  |
| 1981 | Le Castellet      | 250 cm³             | Toni Mang (Kawasaki)                      | Thierry Espié (Chevallier-Yamaha)      | Johnny Cecotto (Yamaha)           | Toni Mang (Kawasaki)                 | Thierry Espié (Chevallier-Yamaha)         |                  |
| 1981 | Le Castellet      | 500 cm³             | Marco Lucchinelli (Suzuki)                | Randy Mamola (Suzuki)                  | Graeme Crosby (Suzuki)            | Marco Lucchinelli (Suzuki)           | Marco Lucchinelli (Suzuki)                |                  |
| 1981 | Le Castellet      | Gespanne            | Biland / Waltisperg (LCR-Yamaha)          | Taylor / Johansson (Fowler-Yamaha)     | Michel / Burkhard (Seymaz-Yamaha) | Biland / Waltisperg (LCR-Yamaha)     | Biland / Waltisperg (LCR-Yamaha)          |                  |
|      |                   |                     |                                           |                                        |                                   |                                      |                                           |                  |
| 1982 | Nogaro            | 125 cm³             | Jean-Claude Selini (MBA)                  | Johnny Wickström (MBA)                 | Hugo Vignetti (Sanvenero)         | Jean-Claude Selini (MBA)             | Jean-Claude Selini (MBA)                  |                  |
| 1982 | Nogaro            | 250 cm³             | Jean-Louis Tournadre (Yamaha)             | Jean-François Baldé (Kawasaki)         | Jeffrey Sayle (Armstrong-Rotax)   | Patrick Igoa (Yamaha)                | Jean-François Baldé (Kawasaki)            |                  |
| 1982 | Nogaro            | 350 cm³             | Jean-François Baldé (Kawasaki)            | Didier de Radiguès (Chevallier-Yamaha) | Jeffrey Sayle (Armstrong-Rotax)   | Jean-François Baldé (Kawasaki)       | Didier de Radiguès (Chevallier-Yamaha)    |                  |
| 1982 | Nogaro            | 500 cm³             | Michel Frutschi (Sanvenero)               | Franck Gross (Suzuki)                  | Steve Parrish (Yamaha)            | Jean Lafond (Fior-Yamaha)            | Michel Frutschi (Sanvenero)               |                  |
|      |                   |                     |                                           |                                        |                                   |                                      |                                           |                  |
| 1983 | Le Mans           | 50 cm³              | Stefan Dörflinger (Krauser-Kreidler)      | Eugenio Lazzarini (Garelli)            | Hagen Klein (FKN-Kreidler)        | Stefan Dörflinger (Krauser-Kreidler) | Stefan Dörflinger (Krauser-Kreidler)      |                  |
| 1983 | Le Mans           | 125 cm³             | Ricardo Tormo (MBA)                       | Jean-Claude Selini (MBA)               | Maurizio Vitali (MBA)             | Ricardo Tormo (MBA)                  | Pierluigi Aldrovandi (MBA)                |                  |
| 1983 | Le Mans           | 250 cm³             | Alan Carter (Yamaha)                      | Jacques Cornu (Yamaha)                 | Thierry Rapicault (Yamaha)        | Christian Sarron (Yamaha)            | Alan Carter (Yamaha)                      |                  |
| 1983 | Le Mans           | 500 cm³             | Freddie Spencer (Honda)                   | Marco Lucchinelli (Honda)              | Ron Haslam (Honda)                | Kenny Roberts sr. (Yamaha)           | Freddie Spencer (Honda)                   |                  |
| 1983 | Le Mans           | Gespanne            | Biland / Waltisperg (LCR-Yamaha)          | Barton / Birchall (Windle-Yamaha)      | Schwärzel / Huber (Seymaz-Yamaha) | Biland / Waltisperg (LCR-Yamaha)     | Biland / Waltisperg (LCR-Yamaha)          |                  |
|      |                   |                     |                                           |                                        |                                   |                                      |                                           |                  |
| 1984 | Le Castellet      | 125 cm³             | Ángel Nieto (Garelli)                     | Eugenio Lazzarini (Garelli)            | August Auinger (MBA)              | Eugenio Lazzarini (Garelli)          | Ángel Nieto (Garelli)                     |                  |
| 1984 | Le Castellet      | 250 cm³             | Toni Mang (Yamaha)                        | Carlos Lavado (Yamaha)                 | Manfred Herweh (Real-Rotax)       | Christian Sarron (Yamaha)            | Toni Mang (Yamaha)                        |                  |
| 1984 | Le Castellet      | 500 cm³             | Freddie Spencer (Honda)                   | Eddie Lawson (Yamaha)                  | Randy Mamola (Honda)              | Freddie Spencer (Honda)              | Freddie Spencer (Honda)                   |                  |
| 1984 | Le Castellet      | Gespanne            | Biland / Waltisperg (LCR-Yamaha)          | Michel / Fresc (LCR-Yamaha)            | Streuer / Schnieders (LCR-Yamaha) | Biland / Waltisperg (LCR-Yamaha)     | Biland / Waltisperg (LCR-Yamaha)          |                  |
|      |                   |                     |                                           |                                        |                                   |                                      |                                           |                  |
| 1985 | Le Mans           | 80 cm³              | Ángel Nieto (Derbi)                       | Stefan Dörflinger (Krauser)            | Henk van Kessel (HuVo-Casal)      | Jorge Martínez (Derbi)               | Jorge Martínez (Derbi)                    |                  |
| 1985 | Le Mans           | 125 cm³             | Ezio Gianola (Garelli)                    | Fausto Gresini (Garelli)               | Bruno Kneubühler (LCR-MBA)        | Fausto Gresini (Garelli)             | Ezio Gianola (Garelli)                    |                  |
| 1985 | Le Mans           | 250 cm³             | Freddie Spencer (Honda)                   | Toni Mang (Honda)                      | Fausto Ricci (Honda)              | Freddie Spencer (Honda)              | Freddie Spencer (Honda)                   |                  |
| 1985 | Le Mans           | 500 cm³             | Freddie Spencer (Honda)                   | Raymond Roche (Yamaha)                 | Randy Mamola (Honda)              | Freddie Spencer (Honda)              | Christian Sarron (Yamaha)                 |                  |
| 1985 | Le Mans           | Gespanne            | Streuer / Schnieders (LCR-Yamaha)         | Schwärzel / Buck (LCR-Yamaha)          | Kumano / Diehl (LCR-Yamaha)       | Streuer / Schnieders (LCR-Yamaha)    | Streuer / Schnieders (LCR-Yamaha)         |                  |
|      |                   |                     |                                           |                                        |                                   |                                      |                                           |                  |
| 1986 | Le Castellet      | 125 cm³             | Luca Cadalora (Garelli)                   | Fausto Gresini (Garelli)               | August Auinger (MBA)              | Luca Cadalora (Garelli)              | Luca Cadalora (Garelli)                   |                  |
| 1986 | Le Castellet      | 250 cm³             | Carlos Lavado (Yamaha)                    | Sito Pons (Honda)                      | Dominique Sarron (Honda)          | Martin Wimmer (Yamaha)               | Carlos Lavado (Yamaha)                    |                  |
| 1986 | Le Castellet      | 500 cm³             | Eddie Lawson (Yamaha)                     | Randy Mamola (Yamaha)                  | Christian Sarron (Yamaha)         | Eddie Lawson (Yamaha)                | Eddie Lawson (Yamaha)                     |                  |
| 1986 | Le Castellet      | Gespanne            | Streuer / Schnieders (LCR-Yamaha)         | Michel / Fresc (LCR-Yamaha)            | Webster / Hewitt (LCR-Yamaha)     | Michel / Fresc (LCR-Yamaha)          | Webster / Hewitt (LCR-Yamaha)             |                  |
|      |                   |                     |                                           |                                        |                                   |                                      |                                           |                  |
| 1987 | Le Mans           | 125 cm³             | Fausto Gresini (Garelli)                  | Ezio Gianola (Honda)                   | Bruno Casanova (Garelli)          | Fausto Gresini (Garelli)             | Fausto Gresini (Garelli)                  |                  |
| 1987 | Le Mans           | 250 cm³             | Reinhold Roth (Honda)                     | Dominique Sarron (Honda)               | Carlos Cardús (Honda)             | Dominique Sarron (Honda)             | Reinhold Roth (Honda)                     |                  |
| 1987 | Le Mans           | 500 cm³             | Randy Mamola (Yamaha)                     | Pierfrancesco Chili (Honda)            | Christian Sarron (Yamaha)         | Christian Sarron (Yamaha)            | Randy Mamola (Yamaha)                     |                  |
| 1987 | Le Mans           | Gespanne            | Biland / Waltisperg (LCR-Krauser)         | Streuer / Schnieders (LCR-Yamaha)      | Webster / Hewitt (LCR-Krauser)    | Biland / Waltisperg (LCR-Krauser)    | Webster / Hewitt (LCR-Krauser)            |                  |
|      |                   |                     |                                           |                                        |                                   |                                      |                                           |                  |
| 1988 | Le Castellet      | 125 cm³             | Jorge Martínez (Derbi)                    | Ezio Gianola (Honda)                   | Corrado Catalano (Aprilia)        | Ezio Gianola (Honda)                 | Jorge Martínez (Derbi)                    |                  |
| 1988 | Le Castellet      | 250 cm³             | Jacques Cornu (Honda)                     | Sito Pons (Honda)                      | Dominique Sarron (Honda)          | Dominique Sarron (Honda)             | Joan Garriga (Yamaha)                     |                  |
| 1988 | Le Castellet      | 500 cm³             | Eddie Lawson (Yamaha)                     | Christian Sarron (Yamaha)              | Kevin Schwantz (Suzuki)           | Christian Sarron (Yamaha)            | Wayne Gardner (Honda)                     |                  |
| 1988 | Le Castellet      | Gespanne            | Biland / Waltisperg (LCR-Krauser)         | Webster / Hewitt (LCR-Krauser)         | Egloff / Egloff (LCR-ADM)         | Biland / Waltisperg (LCR-Krauser)    | Biland / Waltisperg (LCR-Krauser)         |                  |
|      |                   |                     |                                           |                                        |                                   |                                      |                                           |                  |
| 1989 | Le Mans           | 125 cm³             | Jorge Martínez (Derbi)                    | Àlex Crivillé (JJ Cobas-Rotax)         | Ezio Gianola (Honda)              | Jorge Martínez (Derbi)               | Jorge Martínez (Derbi)                    |                  |
| 1989 | Le Mans           | 250 cm³             | Carlos Cardús (Honda)                     | Jacques Cornu (Honda)                  | Sito Pons (Honda)                 | Jean-Philippe Ruggia (Yamaha)        | Sito Pons (Honda)                         |                  |
| 1989 | Le Mans           | 500 cm³             | Eddie Lawson (Honda)                      | Kevin Schwantz (Suzuki)                | Wayne Rainey (Yamaha)             | Eddie Lawson (Honda)                 | Kevin Schwantz (Suzuki)                   |                  |
| 1989 | Le Mans           | Gespanne            | Biland / Waltisperg (LCR-Krauser)         | Webster / Hewitt (LCR-Krauser)         | Streuer / de Haas (LCR-Yamaha)    | Biland / Waltisperg (LCR-Krauser)    | Biland / Waltisperg (LCR-Krauser)         |                  |
|      |                   |                     |                                           |                                        |                                   |                                      |                                           |                  |
| 1990 | Le Mans           | 125 cm³             | Hans Spaan (Honda)                        | Doriano Romboni (Honda)                | Stefan Prein (Honda)              | Doriano Romboni (Honda)              | Doriano Romboni (Honda)                   |                  |
| 1990 | Le Mans           | 250 cm³             | Carlos Cardús (Honda)                     | Luca Cadalora (Honda)                  | Loris Reggiani (Aprilia)          | Carlos Cardús (Honda)                | John Kocinski (Yamaha)                    |                  |
| 1990 | Le Mans           | 500 cm³             | Kevin Schwantz (Suzuki)                   | Wayne Gardner (Honda)                  | Wayne Rainey (Yamaha)             | Kevin Schwantz (Suzuki)              | Kevin Schwantz (Suzuki)                   |                  |
| 1990 | Le Mans           | Gespanne            | Webster / Simmons (LCR-Krauser)           | Streuer / de Haas (LCR-Yamaha)         | Abbott / Smith (LCR-JPX)          | Webster / Simmons (LCR-Krauser)      | Michel / Birchall (LCR-Krauser)           |                  |
|      |                   |                     |                                           |                                        |                                   |                                      |                                           |                  |
| 1991 | Le Castellet      | 125 cm³             | Loris Capirossi (Honda)                   | Ralf Waldmann (Honda)                  | Fausto Gresini (Honda)            | Noboru Ueda (Honda)                  | Ralf Waldmann (Honda)                     |                  |
| 1991 | Le Castellet      | 250 cm³             | Loris Reggiani (Aprilia)                  | Helmut Bradl (Honda)                   | Carlos Cardús (Honda)             | Helmut Bradl (Honda)                 | Loris Reggiani (Aprilia)                  |                  |
| 1991 | Le Castellet      | 500 cm³             | Wayne Rainey (Yamaha)                     | Mick Doohan (Honda)                    | Eddie Lawson (Cagiva)             | Wayne Rainey (Yamaha)                | Wayne Rainey (Yamaha)                     |                  |
| 1991 | Le Castellet      | Gespanne            | Biland / Waltisperg (LCR-Honda)           | Webster / Simmons (LCR-Krauser)        | Michel / Birchall (LCR-Krauser)   | Webster / Simmons (LCR-Krauser)      | Biland / Waltisperg (LCR-Honda)           |                  |
|      |                   |                     |                                           |                                        |                                   |                                      |                                           |                  |
| 1992 | Magny-Cours       | 125 cm³             | Ezio Gianola (Honda)                      | Noboru Ueda (Honda)                    | Jorge Martínez (Honda)            | Ezio Gianola (Honda)                 | Fausto Gresini (Honda)                    |                  |
| 1992 | Magny-Cours       | 250 cm³             | Loris Reggiani (Aprilia)                  | Pierfrancesco Chili (Aprilia)          | Luca Cadalora (Honda)             | Pierfrancesco Chili (Aprilia)        | Loris Reggiani (Aprilia)                  |                  |
| 1992 | Magny-Cours       | 500 cm³             | Wayne Rainey (Yamaha)                     | Wayne Gardner (Honda)                  | John Kocinski (Yamaha)            | Doug Chandler (Suzuki)               | Wayne Gardner (Honda)                     |                  |
| 1992 | Magny-Cours       | Gespanne            | Biland / Waltisperg (LCR-Krauser)         | Streuer / Brown (LCR-Stredor)          | Klaffenböck / Parzer (LCR-ADM)    | Biland / Waltisperg (LCR-Krauser)    | Dixon / Hetherington (LCR-Krauser)        |                  |
|      |                   |                     |                                           |                                        |                                   |                                      |                                           |                  |
| 1993 | Kein Grand Prix.  | Kein Grand Prix.    | Kein Grand Prix.                          | Kein Grand Prix.                       | Kein Grand Prix.                  | Kein Grand Prix.                     | Kein Grand Prix.                          | Kein Grand Prix. |
|      |                   |                     |                                           |                                        |                                   |                                      |                                           |                  |
| 1994 | Le Mans           | 125 cm³             | Noboru Ueda (Honda)                       | Takeshi Tsujimura (Honda)              | Kazuto Sakata (Aprilia)           | Kazuto Sakata (Aprilia)              | Hideyuki Nakajō (Honda)                   |                  |
| 1994 | Le Mans           | 250 cm³             | Loris Capirossi (Honda)                   | Doriano Romboni (Honda)                | Max Biaggi (Aprilia)              | Doriano Romboni (Honda)              | Loris Capirossi (Honda)                   |                  |
| 1994 | Le Mans           | 500 cm³             | Mick Doohan (Honda)                       | John Kocinski (Cagiva)                 | Àlex Crivillé (Honda)             | Mick Doohan (Honda)                  | Mick Doohan (Honda)                       |                  |
|      |                   |                     |                                           |                                        |                                   |                                      |                                           |                  |
| 1995 | Le Mans           | 125 cm³             | Haruchika Aoki (Honda)                    | Dirk Raudies (Honda)                   | Peter Öttl (Aprilia)              | Haruchika Aoki (Honda)               | Peter Öttl (Aprilia)                      |                  |
| 1995 | Le Mans           | 250 cm³             | Ralf Waldmann (Honda)                     | Max Biaggi (Aprilia)                   | Tadayuki Okada (Honda)            | Max Biaggi (Aprilia)                 | Ralf Waldmann (Honda)                     |                  |
| 1995 | Le Mans           | 500 cm³             | Mick Doohan (Honda)                       | Luca Cadalora (Yamaha)                 | Daryl Beattie (Suzuki)            | Mick Doohan (Honda)                  | Mick Doohan (Honda)                       |                  |
| 1995 | Le Mans           | Gespanne            | Biland / Waltisperg (LCR-BRM)             | Dixon / Hetherington (Windle-ADM)      | Bohnhorst / Brown (LCR-BRM)       | Güdel / Güdel (LCR-BRM)              | Biland / Waltisperg (LCR-BRM)             |                  |
|      |                   |                     |                                           |                                        |                                   |                                      |                                           |                  |
| 1996 | Le Castellet      | 125 cm³             | Stefano Perugini (Aprilia)                | Tomomi Manako (Honda)                  | Emilio Alzamora (Honda)           | Masaki Tokudome (Aprilia)            | Valentino Rossi (Aprilia)                 |                  |
| 1996 | Le Castellet      | 250 cm³             | Max Biaggi (Aprilia)                      | Ralf Waldmann (Honda)                  | Tetsuya Harada (Yamaha)           | Max Biaggi (Aprilia)                 | Max Biaggi (Aprilia)                      |                  |
| 1996 | Le Castellet      | 500 cm³             | Mick Doohan (Honda)                       | Àlex Crivillé (Honda)                  | Alberto Puig (Honda)              | Àlex Crivillé (Honda)                | Àlex Crivillé (Honda)                     |                  |
|      |                   |                     |                                           |                                        |                                   |                                      |                                           |                  |
| 1997 | Le Castellet      | 125 cm³             | Valentino Rossi (Aprilia)                 | Tomomi Manako (Honda)                  | Garry McCoy (Aprilia)             | Garry McCoy (Aprilia)                | Tomomi Manako (Honda)                     |                  |
| 1997 | Le Castellet      | 250 cm³             | Tetsuya Harada (Aprilia)                  | Max Biaggi (Honda)                     | Ralf Waldmann (Honda)             | Olivier Jacque (Honda)               | Loris Capirossi (Aprilia)                 |                  |
| 1997 | Le Castellet      | 500 cm³             | Mick Doohan (Honda)                       | Carlos Checa (Honda)                   | Tadayuki Okada (Honda)            | Mick Doohan (Honda)                  | Mick Doohan (Honda)                       |                  |
|      |                   |                     |                                           |                                        |                                   |                                      |                                           |                  |
| 1998 | Le Castellet      | 125 cm³             | Kazuto Sakata (Honda)                     | Marco Melandri (Honda)                 | Masao Azuma (Honda)               | Noboru Ueda (Honda)                  | Masao Azuma (Honda)                       |                  |
| 1998 | Le Castellet      | 250 cm³             | Tetsuya Harada (Aprilia)                  | Valentino Rossi (Aprilia)              | Loris Capirossi (Aprilia)         | Tetsuya Harada (Aprilia)             | Tetsuya Harada (Aprilia)                  |                  |
| 1998 | Le Castellet      | 500 cm³             | Àlex Crivillé (Honda)                     | Mick Doohan (Honda)                    | Carlos Checa (Honda)              | Mick Doohan (Honda)                  | Àlex Crivillé (Honda)                     |                  |
|      |                   |                     |                                           |                                        |                                   |                                      |                                           |                  |
| 1999 | Le Castellet      | 125 cm³             | Roberto Locatelli (Aprilia)               | Arnaud Vincent (Aprilia)               | Emilio Alzamora (Honda)           | Lucio Cecchinello (Honda)            | Gianluigi Scalvini (Honda)                |                  |
| 1999 | Le Castellet      | 250 cm³             | Tōru Ukawa (Honda)                        | Shin’ya Nakano (Yamaha)                | Stefano Perugini (Honda)          | Valentino Rossi (Aprilia)            | Valentino Rossi (Aprilia)                 |                  |
| 1999 | Le Castellet      | 500 cm³             | Àlex Crivillé (Honda)                     | John Kocinski (Honda)                  | Tetsuya Harada (Aprilia)          | Max Biaggi (Yamaha)                  | Kenny Roberts jr. (Suzuki)                |                  |
|      |                   |                     |                                           |                                        |                                   |                                      |                                           |                  |
| 2000 | Le Mans           | 125 cm³             | Yōichi Ui (Derbi)                         | Mirko Giansanti (Honda)                | Emilio Alzamora (Honda)           | Yōichi Ui (Derbi)                    | Noboru Ueda (Honda)                       |                  |
| 2000 | Le Mans           | 250 cm³             | Tōru Ukawa (Honda)                        | Shin’ya Nakano (Yamaha)                | Olivier Jacque (Yamaha)           | Daijirō Katō (Honda)                 | Tōru Ukawa (Honda)                        |                  |
| 2000 | Le Mans           | 500 cm³             | Àlex Crivillé (Honda)                     | Norick Abe (Yamaha)                    | Valentino Rossi (Honda)           | Max Biaggi (Yamaha)                  | Valentino Rossi (Honda)                   |                  |
|      |                   |                     |                                           |                                        |                                   |                                      |                                           |                  |
| 2001 | Le Mans           | 125 cm³             | Manuel Poggiali (Gilera)                  | Mirko Giansanti (Honda)                | Toni Elías (Honda)                | Yōichi Ui (Derbi)                    | Lucio Cecchinello (Honda)                 |                  |
| 2001 | Le Mans           | 250 cm³             | Daijirō Katō (Honda)                      | Tetsuya Harada (Aprilia)               | Marco Melandri (Aprilia)          | Daijirō Katō (Honda)                 | Daijirō Katō (Honda)                      |                  |
| 2001 | Le Mans           | 500 cm³             | Max Biaggi (Yamaha)                       | Carlos Checa (Yamaha)                  | Valentino Rossi (Honda)           | Max Biaggi (Yamaha)                  | Max Biaggi (Yamaha)                       |                  |
|      |                   |                     |                                           |                                        |                                   |                                      |                                           |                  |
| 2002 | Le Mans           | 125 cm³             | Lucio Cecchinello (Aprilia)               | Manuel Poggiali (Gilera)               | Dani Pedrosa (Honda)              | Manuel Poggiali (Gilera)             | Masao Azuma (Honda)                       |                  |
| 2002 | Le Mans           | 250 cm³             | Fonsi Nieto (Aprilia)                     | Marco Melandri (Aprilia)               | Randy De Puniet (Aprilia)         | Fonsi Nieto (Aprilia)                | Marco Melandri (Aprilia)                  |                  |
| 2002 | Le Mans           | MotoGP              | Valentino Rossi (Honda)                   | Tōru Ukawa (Honda)                     | Max Biaggi (Yamaha)               | Valentino Rossi (Honda)              | Valentino Rossi (Honda)                   |                  |
|      |                   |                     |                                           |                                        |                                   |                                      |                                           |                  |
| 2003 | Le Mans           | 125 cm³             | Dani Pedrosa (Honda)                      | Lucio Cecchinello (Aprilia)            | Andrea Dovizioso (Honda)          | Andrea Dovizioso (Honda)             | Dani Pedrosa (Honda)                      |                  |
| 2003 | Le Mans           | 250 cm³             | Toni Elías (Aprilia)                      | Randy De Puniet (Aprilia)              | Roberto Rolfo (Honda)             | Manuel Poggiali (Aprilia)            | Randy De Puniet (Aprilia)                 |                  |
| 2003 | Le Mans           | MotoGP              | Sete Gibernau (Honda)                     | Valentino Rossi (Honda)                | Alex Barros (Honda)               | Valentino Rossi (Honda)              | Noriyuki Haga (Aprilia)                   |                  |
|      |                   |                     |                                           |                                        |                                   |                                      |                                           |                  |
| 2004 | Le Mans           | 125 cm³             | Andrea Dovizioso (Honda)                  | Roberto Locatelli (Aprilia)            | Jorge Lorenzo (Derbi)             | Andrea Dovizioso (Honda)             | Andrea Dovizioso (Honda)                  |                  |
| 2004 | Le Mans           | 250 cm³             | Dani Pedrosa (Honda)                      | Randy De Puniet (Aprilia)              | Toni Elías (Honda)                | Dani Pedrosa (Honda)                 | Dani Pedrosa (Honda)                      |                  |
| 2004 | Le Mans           | MotoGP              | Sete Gibernau (Honda)                     | Carlos Checa (Yamaha)                  | Max Biaggi (Honda)                | Sete Gibernau (Honda)                | Max Biaggi (Honda)                        |                  |
|      |                   |                     |                                           |                                        |                                   |                                      |                                           |                  |
| 2005 | Le Mans           | 125 cm³             | Thomas Lüthi (Honda)                      | Sergio Gadea (Aprilia)                 | Mika Kallio (KTM)                 | Thomas Lüthi (Honda)                 | Mika Kallio (KTM)                         |                  |
| 2005 | Le Mans           | 250 cm³             | Dani Pedrosa (Honda)                      | Randy De Puniet (Aprilia)              | Andrea Dovizioso (Honda)          | Dani Pedrosa (Honda)                 | Randy De Puniet (Aprilia)                 |                  |
| 2005 | Le Mans           | MotoGP              | Valentino Rossi (Yamaha)                  | Sete Gibernau (Honda)                  | Colin Edwards (Yamaha)            | Valentino Rossi (Yamaha)             | Valentino Rossi (Yamaha)                  |                  |
|      |                   |                     |                                           |                                        |                                   |                                      |                                           |                  |
| 2006 | Le Mans           | 125 cm³             | Thomas Lüthi (Honda)                      | Mika Kallio (KTM)                      | Fabrizio Lai (Honda)              | Mattia Pasini (Aprilia)              | Sergio Gadea (Aprilia)                    |                  |
| 2006 | Le Mans           | 250 cm³             | Yūki Takahashi (Honda)                    | Andrea Dovizioso (Honda)               | Shūhei Aoyama (Honda)             | Andrea Dovizioso (Honda)             | Hiroshi Aoyama (KTM)                      |                  |
| 2006 | Le Mans           | MotoGP              | Marco Melandri (Honda)                    | Loris Capirossi (Ducati)               | Dani Pedrosa (Honda)              | Dani Pedrosa (Honda)                 | Valentino Rossi (Yamaha)                  |                  |
|      |                   |                     |                                           |                                        |                                   |                                      |                                           |                  |
| 2007 | Le Mans           | 125 cm³             | Sergio Gadea (Aprilia)                    | Lukáš Pešek (Derbi)                    | Bradley Smith (Honda)             | Mattia Pasini (Aprilia)              | Lukáš Pešek (Derbi)                       |                  |
| 2007 | Le Mans           | 250 cm³             | Alex Debón (Aprilia)                      | Marco Simoncelli (Gilera)              | Mattia Pasini (Gilera)            | Alex Debón (Aprilia)                 | Marco Simoncelli (Gilera)                 |                  |
| 2007 | Le Mans           | MotoGP              | Chris Vermeulen (Suzuki)                  | Marco Melandri (Honda)                 | Casey Stoner (Ducati)             | Colin Edwards (Yamaha)               | John Hopkins (Suzuki)                     |                  |
|      |                   |                     |                                           |                                        |                                   |                                      |                                           |                  |
| 2008 | Le Mans           | 125 cm³             | Mike Di Meglio (Aprilia)                  | Bradley Smith (Aprilia)                | Nicolás Terol (Aprilia)           | Sergio Gadea (Aprilia)               | Mike Di Meglio (Aprilia)                  |                  |
| 2008 | Le Mans           | 250 cm³             | Jorge Lorenzo (Aprilia)                   | Andrea Dovizioso (Honda)               | Alex De Angelis (Aprilia)         | Jorge Lorenzo (Aprilia)              | Andrea Dovizioso (Honda)                  |                  |
| 2008 | Le Mans           | MotoGP              | Valentino Rossi (Yamaha)                  | Jorge Lorenzo (Yamaha)                 | Colin Edwards (Yamaha)            | Dani Pedrosa (Honda)                 | Valentino Rossi (Yamaha)                  |                  |
|      |                   |                     |                                           |                                        |                                   |                                      |                                           |                  |
| 2009 | Le Mans           | 125 cm³             | Julián Simón (Aprilia)                    | Jonas Folger (Aprilia)                 | Sergio Gadea (Aprilia)            | Marc Márquez (KTM)                   | Bradley Smith (Aprilia)                   |                  |
| 2009 | Le Mans           | 250 cm³             | Marco Simoncelli (Gilera)                 | Héctor Faubel (Honda)                  | Roberto Locatelli (Gilera)        | Álvaro Bautista (Aprilia)            | Alex Debón (Aprilia)                      |                  |
| 2009 | Le Mans           | MotoGP              | Jorge Lorenzo (Yamaha)                    | Marco Melandri (Kawasaki)              | Dani Pedrosa (Honda)              | Dani Pedrosa (Honda)                 | Dani Pedrosa (Honda)                      |                  |
|      |                   |                     |                                           |                                        |                                   |                                      |                                           |                  |
| 2010 | Le Mans           | 125 cm³             | Pol Espargaró (Derbi)                     | Nicolás Terol (Aprilia)                | Marc Márquez (Derbi)              | Nicolás Terol (Aprilia)              | Marc Márquez (Derbi)                      |                  |
| 2010 | Le Mans           | Moto2               | Toni Elías (Moriwaki)                     | Julián Simón (Suter)                   | Simone Corsi (Motobi)             | Kenny Noyes (Promoharris)            | Jules Cluzel (Suter)                      |                  |
| 2010 | Le Mans           | MotoGP              | Jorge Lorenzo (Yamaha)                    | Valentino Rossi (Yamaha)               | Andrea Dovizioso (Honda)          | Valentino Rossi (Yamaha)             | Jorge Lorenzo (Yamaha)                    |                  |
|      |                   |                     |                                           |                                        |                                   |                                      |                                           |                  |
| 2011 | Le Mans           | 125 cm³             | Maverick Viñales (Aprilia)                | Nicolás Terol (Aprilia)                | Efrén Vázquez (Derbi)             | Nicolás Terol (Aprilia)              | Nicolás Terol (Aprilia)                   |                  |
| 2011 | Le Mans           | Moto2               | Marc Márquez (Suter)                      | Yūki Takahashi (Moriwaki)              | Stefan Bradl (Kalex)              | Stefan Bradl (Kalex)                 | Marc Márquez (Suter)                      |                  |
| 2011 | Le Mans           | MotoGP              | Casey Stoner (Honda)                      | Andrea Dovizioso (Honda)               | Valentino Rossi (Ducati)          | Casey Stoner (Honda)                 | Dani Pedrosa (Honda)                      |                  |
|      |                   |                     |                                           |                                        |                                   |                                      |                                           |                  |
| 2012 | Le Mans           | Moto3               | Louis Rossi (FTR-Honda)                   | Alberto Moncayo (Kalex-KTM)            | Álex Rins (Suter-Honda)           | Maverick Viñales (FTR-Honda)         | Jakub Kornfeil (FTR-Honda)                |                  |
| 2012 | Le Mans           | Moto2               | Thomas Lüthi (Suter)                      | Claudio Corti (Kalex)                  | Scott Redding (Kalex)             | Marc Márquez (Suter)                 | Claudio Corti (Kalex)                     |                  |
| 2012 | Le Mans           | MotoGP              | Jorge Lorenzo (Yamaha)                    | Valentino Rossi (Ducati)               | Casey Stoner (Honda)              | Dani Pedrosa (Honda)                 | Valentino Rossi (Ducati)                  |                  |
|      |                   |                     |                                           |                                        |                                   |                                      |                                           |                  |
| 2013 | Le Mans           | Moto3               | Maverick Viñales (KTM)                    | Álex Rins (KTM)                        | Luis Salom (KTM)                  | Maverick Viñales (KTM)               | Maverick Viñales (KTM)                    |                  |
| 2013 | Le Mans           | Moto2               | Scott Redding (Kalex)                     | Mika Kallio (Kalex)                    | Xavier Siméon (Kalex)             | Takaaki Nakagami (Kalex)             | Scott Redding (Kalex)                     |                  |
| 2013 | Le Mans           | MotoGP              | Dani Pedrosa (Honda)                      | Cal Crutchlow (Yamaha)                 | Marc Márquez (Honda)              | Marc Márquez (Honda)                 | Dani Pedrosa (Honda)                      |                  |
|      |                   |                     |                                           |                                        |                                   |                                      |                                           |                  |
| 2014 | Le Mans           | Moto3               | Jack Miller (KTM)                         | Álex Rins (Honda)                      | Isaac Viñales (KTM)               | Efrén Vázquez (Honda)                | Jack Miller (KTM)                         |                  |
| 2014 | Le Mans           | Moto2               | Mika Kallio (Kalex)                       | Simone Corsi (Kalex)                   | Esteve Rabat (Kalex)              | Jonas Folger (Kalex)                 | Maverick Viñales (Kalex)                  |                  |
| 2014 | Le Mans           | MotoGP              | Marc Márquez (Honda)                      | Valentino Rossi (Yamaha)               | Álvaro Bautista (Honda)           | Marc Márquez (Honda)                 | Marc Márquez (Honda)                      |                  |
|      |                   |                     |                                           |                                        |                                   |                                      |                                           |                  |
| 2015 | Le Mans           | Moto3               | Romano Fenati (KTM)                       | Enea Bastianini (Honda)                | Francesco Bagnaia (Mahindra)      | Fabio Quartararo (Honda)             | Enea Bastianini (Honda)                   |                  |
| 2015 | Le Mans           | Moto2               | Thomas Lüthi (Kalex)                      | Esteve Rabat (Kalex)                   | Johann Zarco (Kalex)              | Álex Rins (Kalex)                    | Thomas Lüthi (Kalex)                      |                  |
| 2015 | Le Mans           | MotoGP              | Jorge Lorenzo (Yamaha)                    | Valentino Rossi (Yamaha)               | Andrea Dovizioso (Ducati)         | Marc Márquez (Honda)                 | Valentino Rossi (Yamaha)                  |                  |
|      |                   |                     |                                           |                                        |                                   |                                      |                                           |                  |
| 2016 | Le Mans           | Moto3               | Brad Binder (KTM)                         | Romano Fenati (KTM)                    | Jorge Navarro (Honda)             | Niccolò Antonelli (Honda)            | Arón Canet (Honda)                        |                  |
| 2016 | Le Mans           | Moto2               | Álex Rins (Kalex)                         | Simone Corsi (Speed Up)                | Thomas Lüthi (Kalex)              | Thomas Lüthi (Kalex)                 | Álex Rins (Kalex)                         |                  |
| 2016 | Le Mans           | MotoGP              | Jorge Lorenzo (Yamaha)                    | Valentino Rossi (Yamaha)               | Maverick Viñales (Suzuki)         | Jorge Lorenzo (Yamaha)               | Valentino Rossi (Yamaha)                  |                  |
|      |                   |                     |                                           |                                        |                                   |                                      |                                           |                  |
| 2017 | Le Mans           | Moto3               | Joan Mir (Honda)                          | Arón Canet (Honda)                     | Fabio Di Giannantonio (Honda)     | Jorge Martín (Honda)                 | Joan Mir (Honda)                          |                  |
| 2017 | Le Mans           | Moto2               | Franco Morbidelli (Kalex)                 | Francesco Bagnaia (Kalex)              | Thomas Lüthi (Kalex)              | Thomas Lüthi (Kalex)                 | Franco Morbidelli (Kalex)                 |                  |
| 2017 | Le Mans           | MotoGP              | Maverick Viñales (Yamaha)                 | Johann Zarco (Yamaha)                  | Dani Pedrosa (Honda)              | Maverick Viñales (Yamaha)            | Maverick Viñales (Yamaha)                 |                  |
|      |                   |                     |                                           |                                        |                                   |                                      |                                           |                  |
| 2018 | Le Mans           | Moto3               | Albert Arenas (Honda)                     | Andrea Migno (Honda)                   | Marcos Ramírez (Honda)            | Jorge Martín (Honda)                 | Jorge Martín (Honda)                      |                  |
| 2018 | Le Mans           | Moto2               | Francesco Bagnaia (Kalex)                 | Álex Márquez (Kalex)                   | Joan Mir (Kalex)                  | Francesco Bagnaia (Kalex)            | Lorenzo Baldassarri (Kalex)               |                  |
| 2018 | Le Mans           | MotoGP              | Marc Márquez (Honda)                      | Danilo Petrucci (Ducati)               | Valentino Rossi (Yamaha)          | Johann Zarco (Yamaha)                | Marc Márquez (Honda)                      |                  |
|      |                   |                     |                                           |                                        |                                   |                                      |                                           |                  |
| 2019 | Le Mans           | Moto3               | John McPhee (Honda)                       | Lorenzo Dalla Porta (Honda)            | Arón Canet (KTM)                  | John McPhee (Honda)                  | Jaume Masiá (KTM)                         |                  |
| 2019 | Le Mans           | Moto2               | Álex Márquez (Kalex)                      | Jorge Navarro (Speed Up)               | Augusto Fernández (Kalex)         | Jorge Navarro (Speed Up)             | Jorge Navarro (Speed Up)                  |                  |
| 2019 | Le Mans           | MotoGP              | Marc Márquez (Honda)                      | Andrea Dovizioso (Ducati)              | Danilo Petrucci (Ducati)          | Marc Márquez (Honda)                 | Fabio Quartararo (Yamaha)                 |                  |
|      |                   |                     |                                           |                                        |                                   |                                      |                                           |                  |
| 2020 | Le Mans           | MotoE (Rennen 1)    | Jordi Torres (Energica)                   | Mike Di Meglio (Energica)              | Niki Tuuli (Energica)             | Jordi Torres (Energica)              | Niki Tuuli (Energica)                     |                  |
| 2020 | Le Mans           | MotoE (Rennen 2)    | Niki Tuuli (Energica)                     | Mike Di Meglio (Energica)              | Josh Hook (Energica)              | Jordi Torres (Energica)              | Niki Tuuli (Energica)                     |                  |
| 2020 | Le Mans           | Moto3               | Celestino Vietti (KTM)                    | Tony Arbolino (Honda)                  | Albert Arenas (KTM)               | Jaume Masiá (Honda)                  | Celestino Vietti (KTM)                    |                  |
| 2020 | Le Mans           | Moto2               | Sam Lowes (Kalex)                         | Remy Gardner (Kalex)                   | Marco Bezzecchi (Kalex)           | Joe Roberts (Kalex)                  | Augusto Fernández (Kalex)                 |                  |
| 2020 | Le Mans           | MotoGP              | Danilo Petrucci (Ducati)                  | Álex Márquez (Honda)                   | Pol Espargaró (KTM)               | Fabio Quartararo (Yamaha)            | Johann Zarco (Ducati)                     |                  |
|      |                   |                     |                                           |                                        |                                   |                                      |                                           |                  |
| 2021 | Le Mans           | MotoE               | Alessandro Zaccone (Energica)             | Dominique Aegerter (Energica)          | Jordi Torres (Energica)           | Eric Granado (Energica)              | Eric Granado (Energica)                   |                  |
| 2021 | Le Mans           | Moto3               | Sergio García (GasGas)                    | Filip Salač (Honda)                    | Riccardo Rossi (KTM)              | Andrea Migno (Honda)                 | Riccardo Rossi (KTM)                      |                  |
| 2021 | Le Mans           | Moto2               | Raúl Fernández (Kalex)                    | Remy Gardner (Kalex)                   | Marco Bezzecchi (Kalex)           | Raúl Fernández (Kalex)               | Remy Gardner (Kalex)                      |                  |
| 2021 | Le Mans           | MotoGP              | Jack Miller (Ducati)                      | Johann Zarco (Ducati)                  | Fabio Quartararo (Yamaha)         | Fabio Quartararo (Yamaha)            | Fabio Quartararo (Yamaha)                 |                  |
|      |                   |                     |                                           |                                        |                                   |                                      |                                           |                  |
| 2022 | Le Mans           | MotoE (Rennen 1)    | Mattia Casadei (Energica)                 | Dominique Aegerter (Energica)          | Hikari Okubo (Energica)           | Mattia Casadei (Energica)            | Mattia Casadei (Energica)                 |                  |
| 2022 | Le Mans           | MotoE (Rennen 2)    | Dominique Aegerter (Energica)             | Mattia Casadei (Energica)              | Niccolò Canepa (Energica)         | Mattia Casadei (Energica)            | Andrea Mantovani (Energica)               |                  |
| 2022 | Le Mans           | Moto3               | Jaume Masiá (KTM)                         | Ayumu Sasaki (Husqvarna)               | Izan Guevara (GasGas)             | Dennis Foggia (Honda)                | Izan Guevara (GasGas)                     |                  |
| 2022 | Le Mans           | Moto2               | Augusto Fernández (Kalex)                 | Arón Canet (Kalex)                     | Somkiat Chantra (Kalex)           | Pedro Acosta (Kalex)                 | Augusto Fernández (Kalex)                 |                  |
| 2022 | Le Mans           | MotoGP              | Enea Bastianini (Ducati)                  | Jack Miller (Ducati)                   | Maverick Viñales (Aprilia)        | Francesco Bagnaia (Ducati)           | Francesco Bagnaia (Ducati)                |                  |

Rekordsieger Fahrer: Giacomo Agostini (7)

## Verweise